# Tczew
Tczewⓘ (em cassúbio: Dërszewò, em alemão: Dirschau, em latim: Trsovia) é um município localizado no norte da Polônia. Pertence à voivodia da Pomerânia, no condado de Tczew. Está situado às margens do rio Vístula e pertencente à aglomeração da Tricidade. De 1975 a 1998, era administrativamente parte da voivodia de Gdańsk.
Estende-se por uma área de 22,4 km², com 56 676 habitantes, segundo o censo de 31 de dezembro de 2024. Era a quarta cidade mais populosa da voivodia da Pomerânia (depois de Gdansk, Gdynia e Słupsk) e a 70.ª mais populosa da Polônia.

## Localização
Uma cidade situada em uma região dos Lagos de Starogard, no vale do rio Vístula, na região de Kociewie, a segunda região da Pomerânia de Gdansk, além da região da Cassúbia, a aproximadamente 30 km de Gdansk, pertencente à aglomeração da Tricidade. É uma das cidades mais antigas da Pomerânia, com uma história que remonta a 1252. É um entroncamento de tráfego do norte da Polônia, localizado na interseção das rotas Silésia-Báltico e Berlim-Królewiec. A estrada nacional n.º 91 de Gdansk para Toruń e a estrada provincial n.º 224 de Tczew para Wejherowo (sinalizada como Kościerzyna) se cruzam aqui, enquanto a autoestrada A1 (cruzamento de Stanisławie e Swarożyn), a estrada nacional n.º 22 Kostrzyn nad Odrą — Grzechotki e — a uma distância de aproximadamente 20 km a nordeste da cidade — a via expressa S7, passam nas proximidades. No total, há cerca de 130 km de estradas em Tczew. As comunas vizinhas são Lichnowy, Miłoradz e Tczew (comuna rural). A uma distância de aproximadamente 44 km está o Aeroporto de Gdańsk-Lech Wałęsa.

## Área
- 1951: 24 km²
- 1955: 30 km²
- 1960: 35 km²
- após 1980: 22 km²

Segundo dados de 2023, Tczew tem uma área de 22,4 km², incluindo:
- Terras agrícolas: 39,4%
- Água: 3,7%
- Áreas construídas e urbanizadas: 46,7%
- Florestas e áreas arborizadas: 0,4%.
- Terrenos baldios: 1,1%
- Outros: 8,7%

A cidade representa 3,19% da área do condado.

## História
O assentamento na área de Tczew foi um dos mais antigos da Pomerânia de Gdansk. Os achados arqueológicos indicam que a área ao redor de Tczew foi colonizada pelo homem já por volta de 3000-1700 a.C. 3000-1700 A.C. (Neolítico — Cultura do Copo em Funil). Ornamentos e ferramentas do período Hallstatt D (500–400 a.C.), um cemitério do período romano e vestígios de um assentamento medieval primitivo testemunham a continuidade do assentamento.

### Até as partições da Polônia
Em 1198, Trsow foi registrada nos anais pela primeira vez. A primeira menção de Tczew data de 1252, quando o duque Sambor II começou a construir um castelo em Tczew. Um documento alemão emitido mencionava o assentamento de Dersove. A etimologia do nome da cidade não foi explicada claramente pelos linguistas até o momento, mas supõe-se que possa vir do idioma prussiano (a palavra prussiana “dirse” significava uma pessoa corajosa). Uma coisa é certa, no entanto, é que ele é muito mais antigo do que o primeiro registro. Nos documentos escritos mais antigos (séculos XII e XIII), dois nomes que se referiam ao mesmo assentamento ou até mesmo a dois assentamentos vizinhos apareciam um ao lado do outro: o mencionado Trsow, segundo o professor Kazimierz Tymieniecki, é de origem etrusca, e segundo Krzysztof Mrongowiusz, de Tkaczewo, que significaria um assentamento de tecelões, e Derszewo, do nome do senhor feudal Dersław, correspondendo ao cassúbio Dërszewò e ao alemão Dirschau.

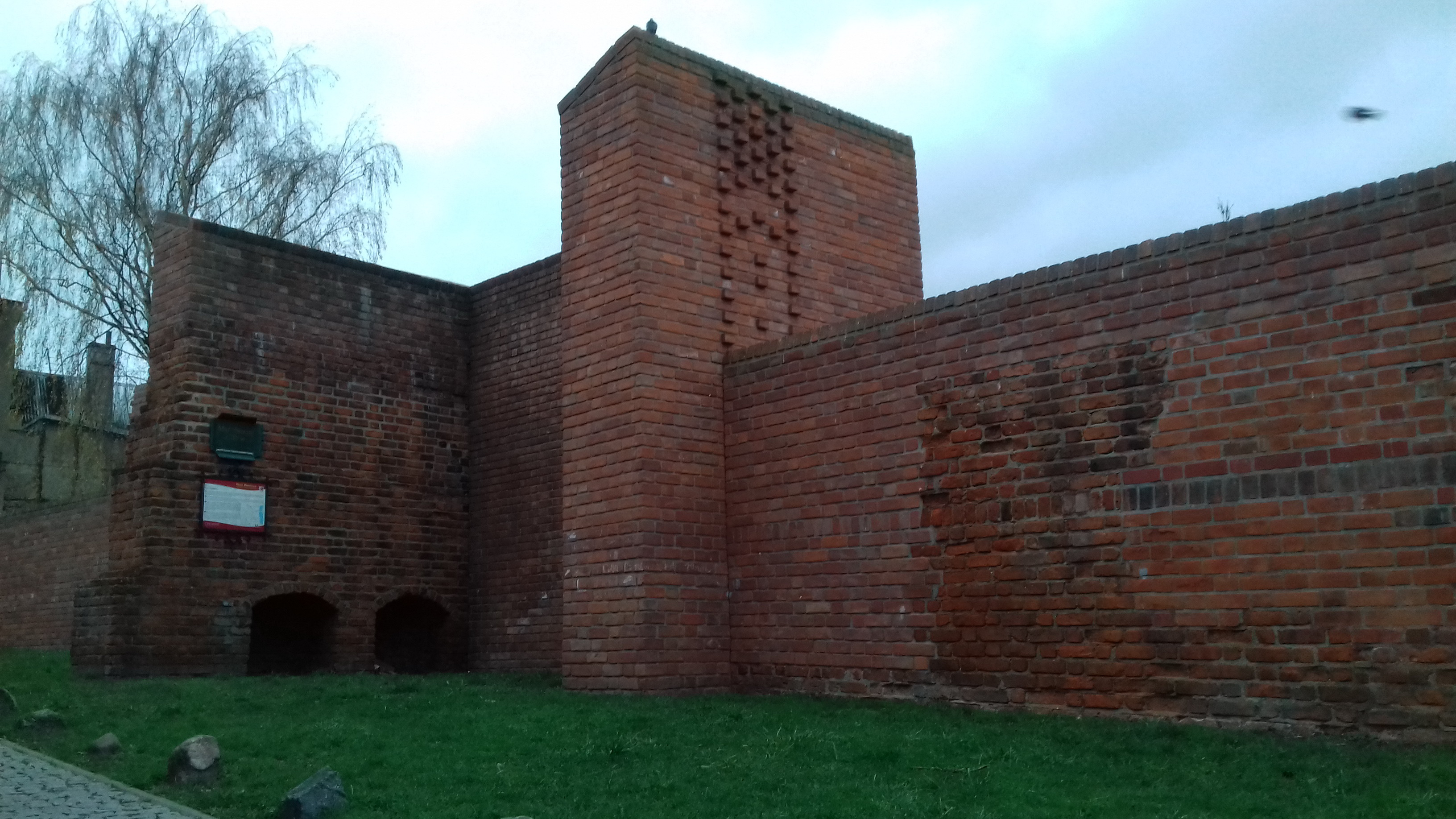
Ruínas das muralhas defensivas de Tczew com uma torre, rua Podmurna

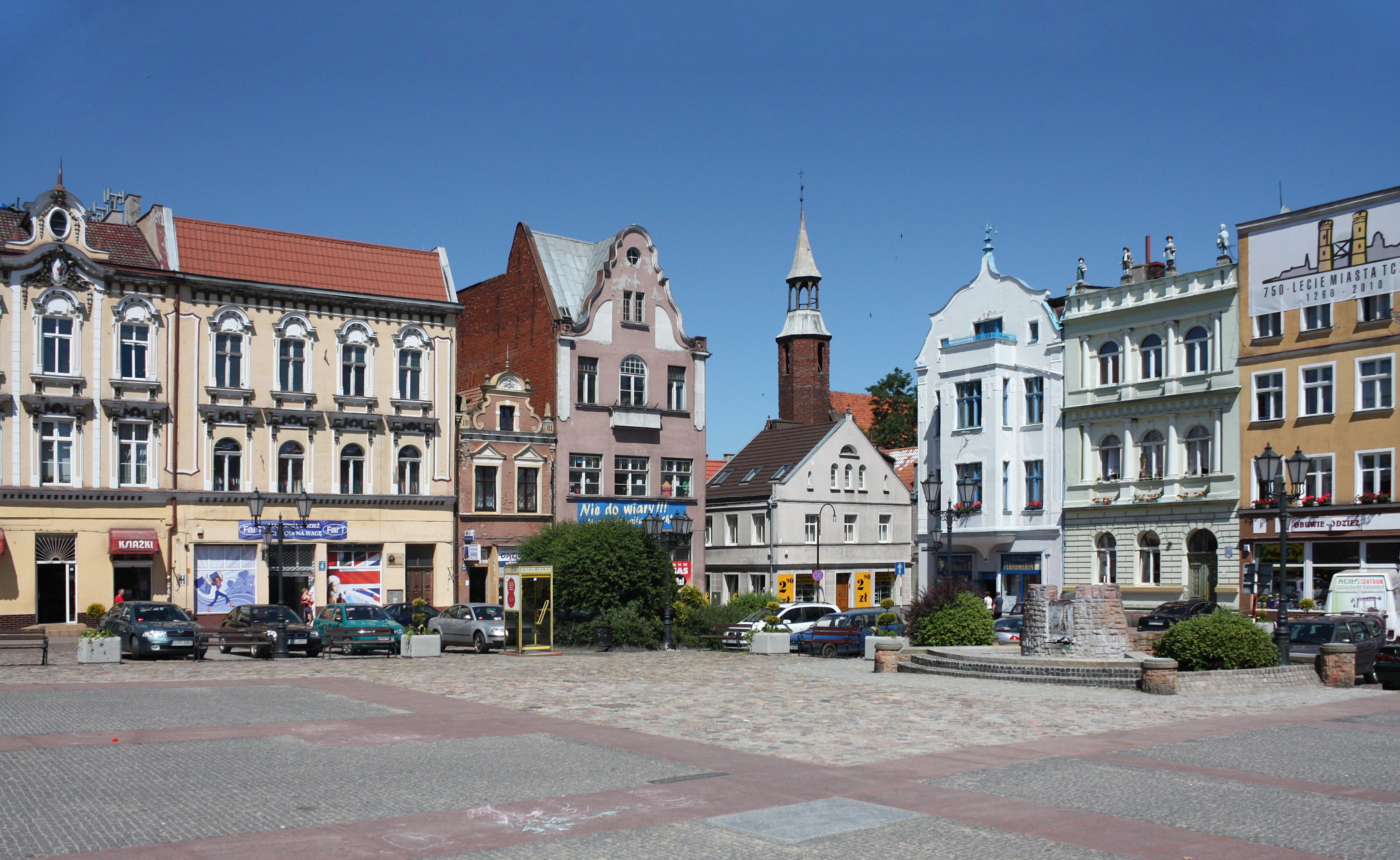
Praça Haller, em Tczew, ao fundo a Igreja dominicana de Santo Estanislau Kostka

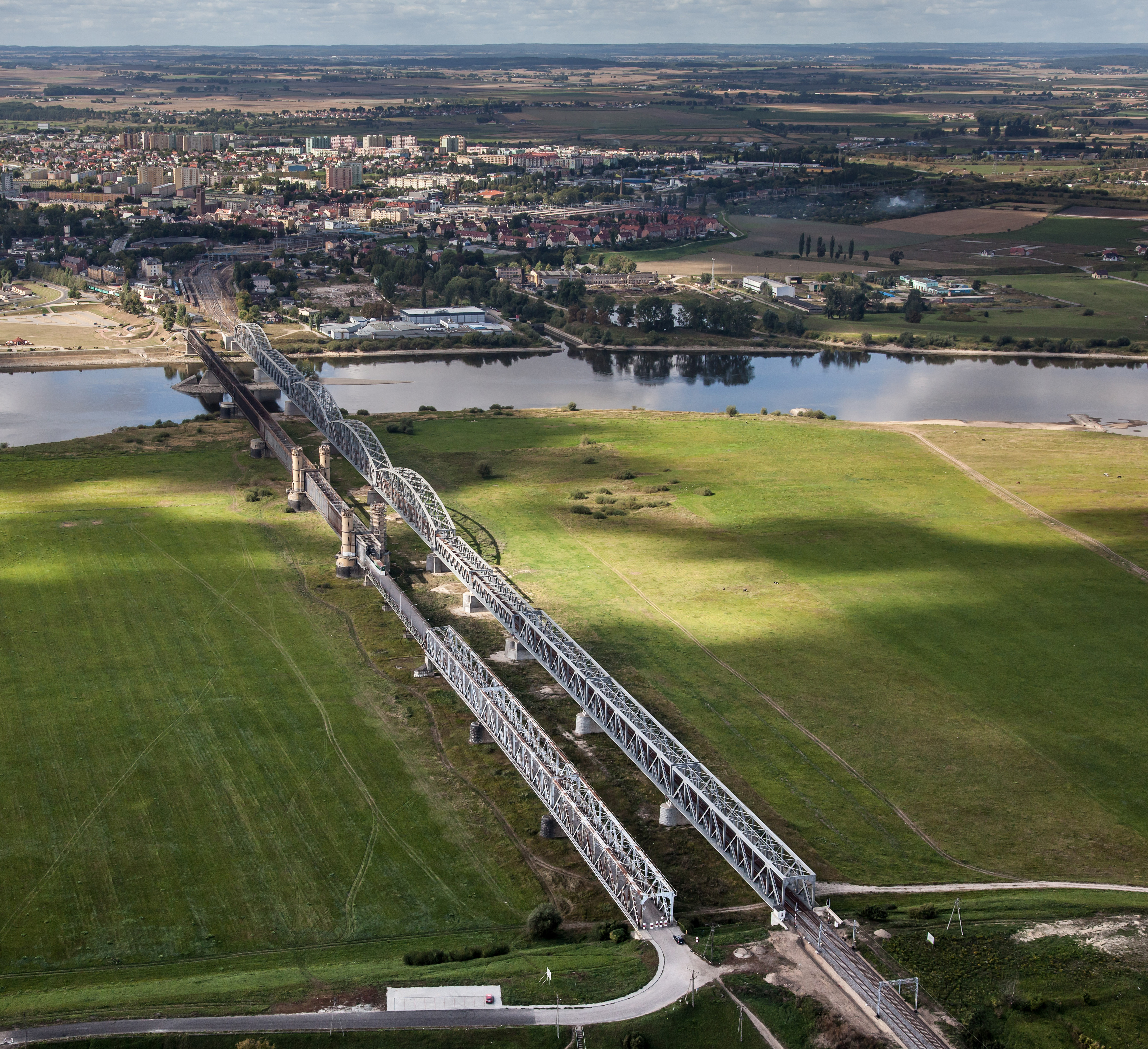
Panorama de Tczew e pontes de Lisewo Malborskie

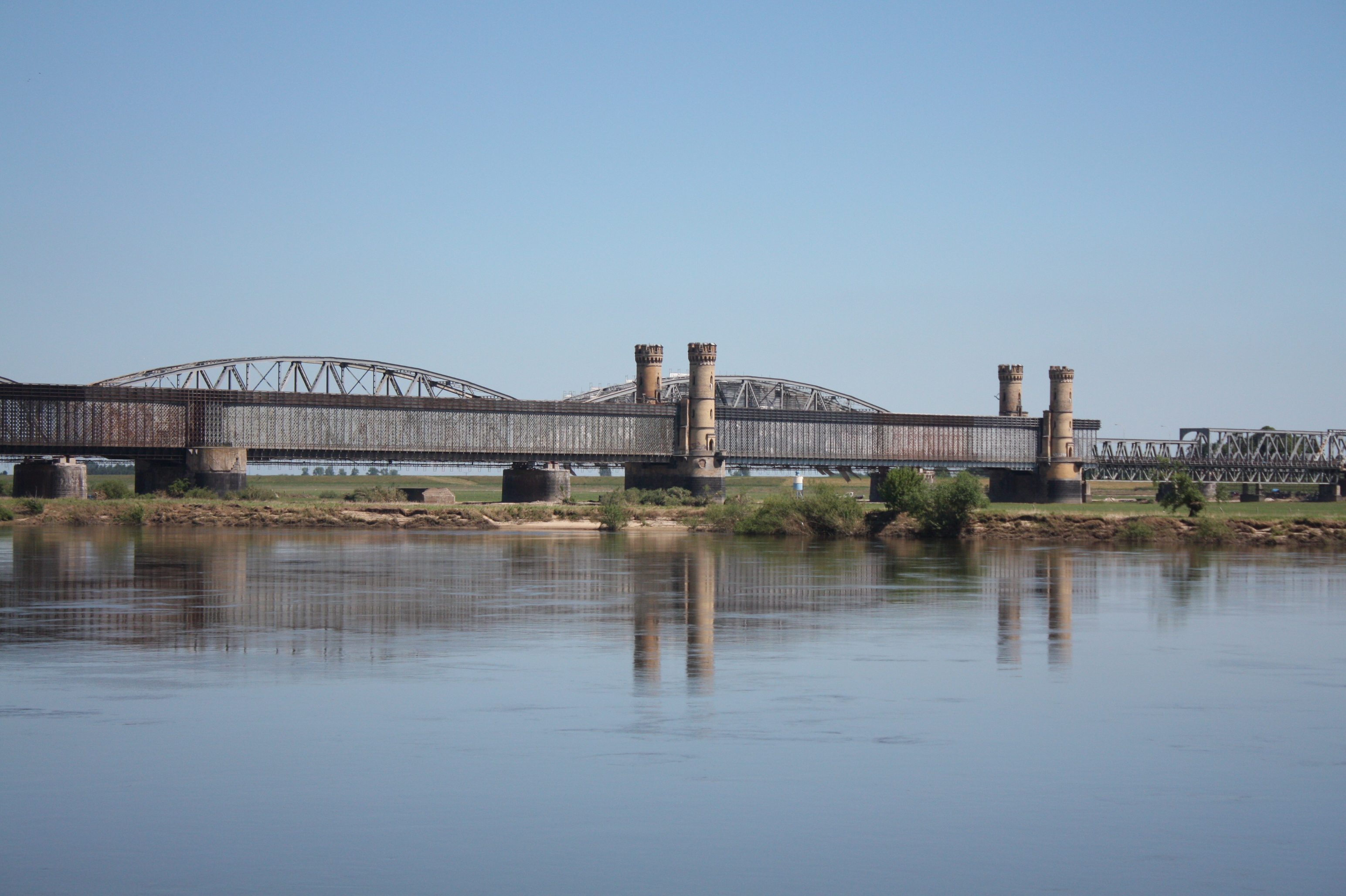
Ponte ferroviária e ponte rodoviária

A crescente importância da função econômica do rio Vístula e de vários centros de assentamento nos séculos XII e XIII na área de Tczew determinou a construção de um castelo e a transferência da capital do ducado por Sambor II de Lubiszewo para Tczew na virada de 1252/1253. O estabelecimento do Conselho Municipal em Tczew, constituído já em 1258 com a aprovação do duque Sambor II acima mencionado, precede a localização da cidade. Esse é o único caso desse tipo no território da atual Polônia. O Conselho Municipal de Tczew foi constituído antes dos Conselhos da Breslávia (1261), Cracóvia (1264) ou Poznań (1280), sendo considerados os mais antigos da Polônia, mas foram criados vários anos após a concessão do foral da cidade. À luz dos fatos históricos, o conselho municipal de Tczew é o mais antigo e, portanto, o primeiro da história na atual área da Polônia.
Tczew recebeu direitos de cidade de Sambor II em 1260 (fundação segundo a lei de Lübeck). O artesanato e o comércio se desenvolveram na cidade. A riqueza foi aumentada por uma alfândega no rio Vístula. Havia um porto para o qual navegavam os navios dos comerciantes ocidentais, e sua própria casa da moeda cunhou denários de prata que podiam ser trocados. O último governante da Pomerânia de Gdansk, Mestwin II, trouxe os dominicanos para Tczew em 1289, e eles construíram sua igreja e o complexo do mosteiro na cidade.
Em 1308, Tczew foi capturada sorrateiramente pela Ordem Teutônica. A cidade foi incendiada e os burgueses exilados. O privilégio de fundação, o selo da cidade e o livro de leis de Lübeck caíram nas mãos da Ordem. A organização municipal deixou de existir por mais de meio século. Foi somente entre 1364 e 1383 que os Cavaleiros Teutônicos concederam à cidade quatro privilégios que regulavam o escopo dos direitos e obrigações dos habitantes da cidade para com a Ordem (fundação da cidade sob a Lei de Chełmno). Depois de 1308, os Cavaleiros Teutônicos também ergueram um castelo no local, que era a sede dos administradores teutônicos da câmara municipal de Tczew. O século XIV também é a data da fundação das fortificações da cidade, identificadas por métodos arqueológicos na seção que corre ao longo da atual rua Zamkowa. Naquela época, a entrada na cidade era possível pelos portões de Gdańsk, Młyńska e Wodna.
Em 1410, após a Batalha de Grunwald, a cidade esteve brevemente nas mãos dos poloneses. No entanto, a Primeira Paz de Toruń deixou Tczew e toda a Pomerânia nas fronteiras do Estado monástico. Em 1440, Tczew juntou-se à Confederação Prussiana. Durante a Guerra dos Treze Anos (1454–1466), a cidade mudou de guarnição várias vezes e, finalmente, em virtude da Segunda Paz de Toruń, em 1466, foi anexada à Polônia. A partir de 1468, Tczew passou a ser a sede de um starosta e de um condado. A cidade recuperou seu caráter do Vístula e se tornou um centro de comerciantes e artesãos, bem como um importante elo no comércio polonês de cereais. Durante a época da Polônia, Tczew foi palco de várias convenções dos Estados prussianos.
Em 1577, um grande incêndio, causado pelo descuido dos soldados de Estêvão Batory, destruiu quase completamente a cidade. Apenas os edifícios sagrados sobreviveram. Reconstruída a partir das ruínas, a cidade foi visitada pelo rei Sigismundo III Vasa em 1623.
Durante as guerras com a Suécia no século XVII e durante a Guerra do Norte (1700–1721), a cidade sofreu com a passagem de exércitos estrangeiros. A era saxônica que precedeu as partições da Polônia e o domínio prussiano também foi um período turbulento para a Pomerânia, incluindo Tczew. Em 1733, a cidade foi invadida por tropas russas, que destruíram os edifícios e saquearam as propriedades.

### Após a Primeira Partição
Em 1772, na época da Primeira Partição da República da Polônia, Tczew ficou sob o domínio prussiano. Os dominicanos continuaram sendo o centro da cultura polonesa na cidade (até a dissolução da ordem em 1818).

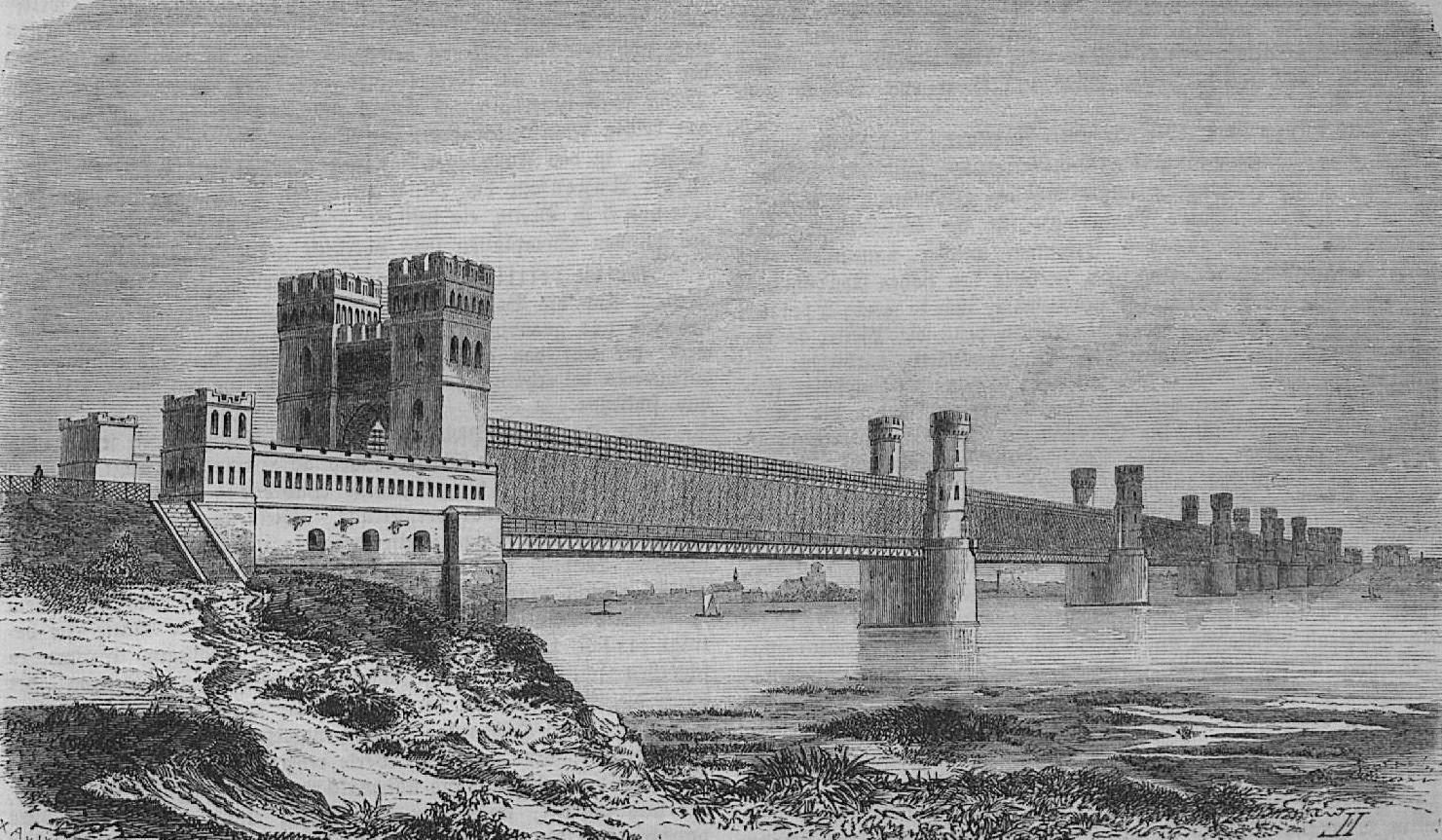
Primeira ponte sobre o Vístula em Tczew com torres projetadas por F.A. Stüler, 1851–1857 (rodovia-ferrovia), 1858

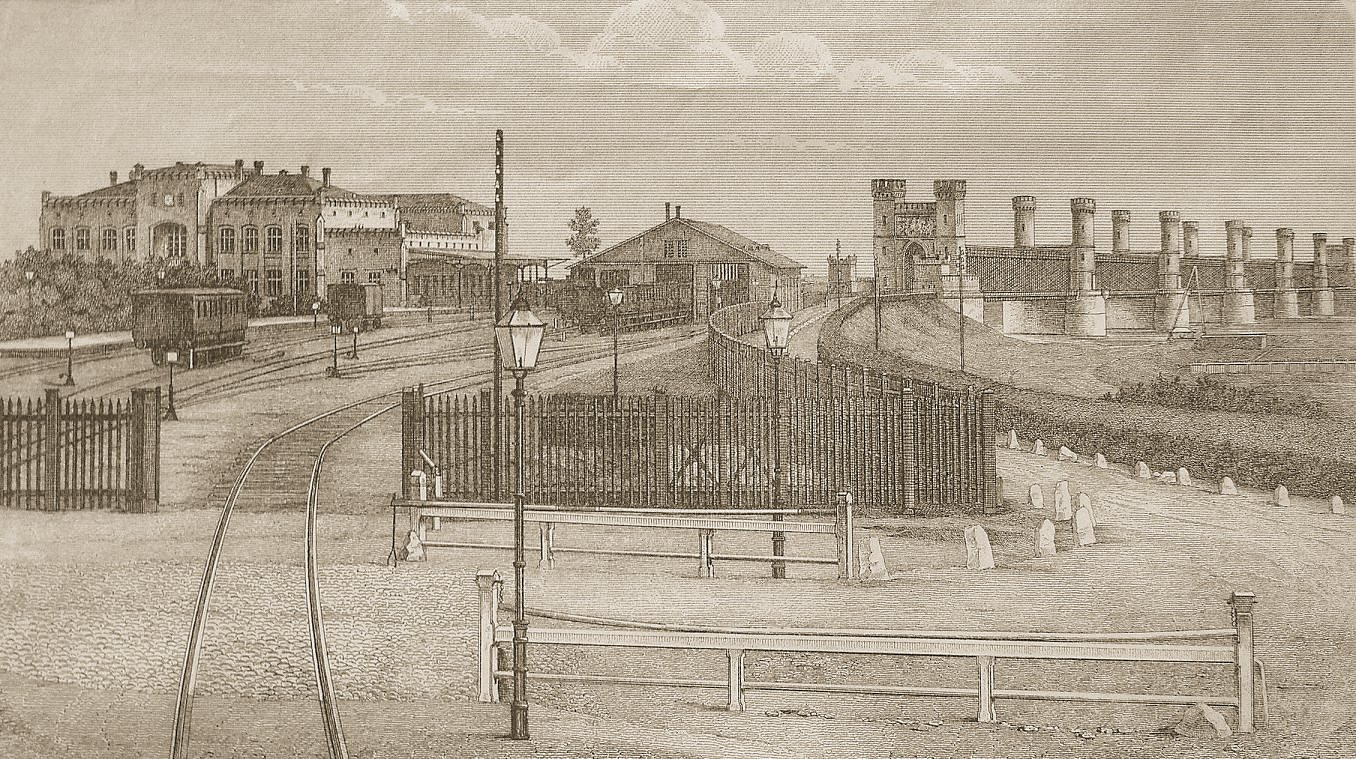
Estação ferroviária de Tczew (agora extinta) ao fundo a ponte (ca. 1860)

As esperanças dos poloneses de se livrarem do domínio prussiano foram reavivadas em 1794, durante a Revolta de Kościuszko, e depois em 1806–1807, quando as tropas napoleônicas e as legiões polonesas entraram na Grande Polônia e na Pomerânia de Gdansk. Essas tropas chegaram perto de Tczew em 17 de janeiro de 1807 e a cidade foi capturada pelos soldados de Jan Henryk Dąbrowski em 23 de fevereiro de 1807, durante um ataque geral a Tczew, ao qual a população polonesa também se juntou. Nos legionários, os cidadãos de Tczew viram seu protetor e representante da autoridade polonesa legal. Sob as ordens de Napoleão, a cidade foi entrincheirada e fortificada. Doze trincheiras foram construídas ao redor da cidade. O imperador Napoleão permaneceu em Tczew várias vezes entre 1807 e 1812. Após a queda do Levante de Novembro, os insurgentes detidos pelas autoridades prussianas ficaram em Tczew, alguns dos quais se estabeleceram permanentemente na cidade.
Na primeira metade do século XIX. Os prussianos demoliram parte das muralhas defensivas com torres e portões de entrada, metade das fortificações da época sueca e napoleônica e o já destruído castelo de Tczew. A partir de meados do século XIX, Tczew começou a se desenvolver como um centro industrial e um entroncamento ferroviário e rodoviário. A primeira ponte sobre o Vístula foi construída entre 1851 e 1857. Seus pilares eram decorados com torres neogóticas. Portões de entrada ricamente decorados foram construídos nos pilares. Na época, era a ponte mais longa do norte da Europa (cerca de 800 m). Ela logo se tornou inadequada e, entre 1888 e 1890, uma segunda ponte foi construída a apenas 30 m de distância. Ela assumiu a função de ponte ferroviária, já que a primeira passou a atender às necessidades do tráfego de pedestres e veículos.

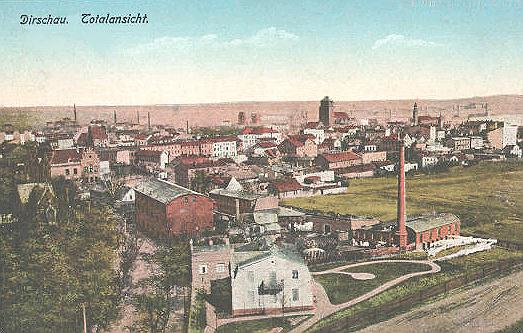
Vista de Tczew, 1900

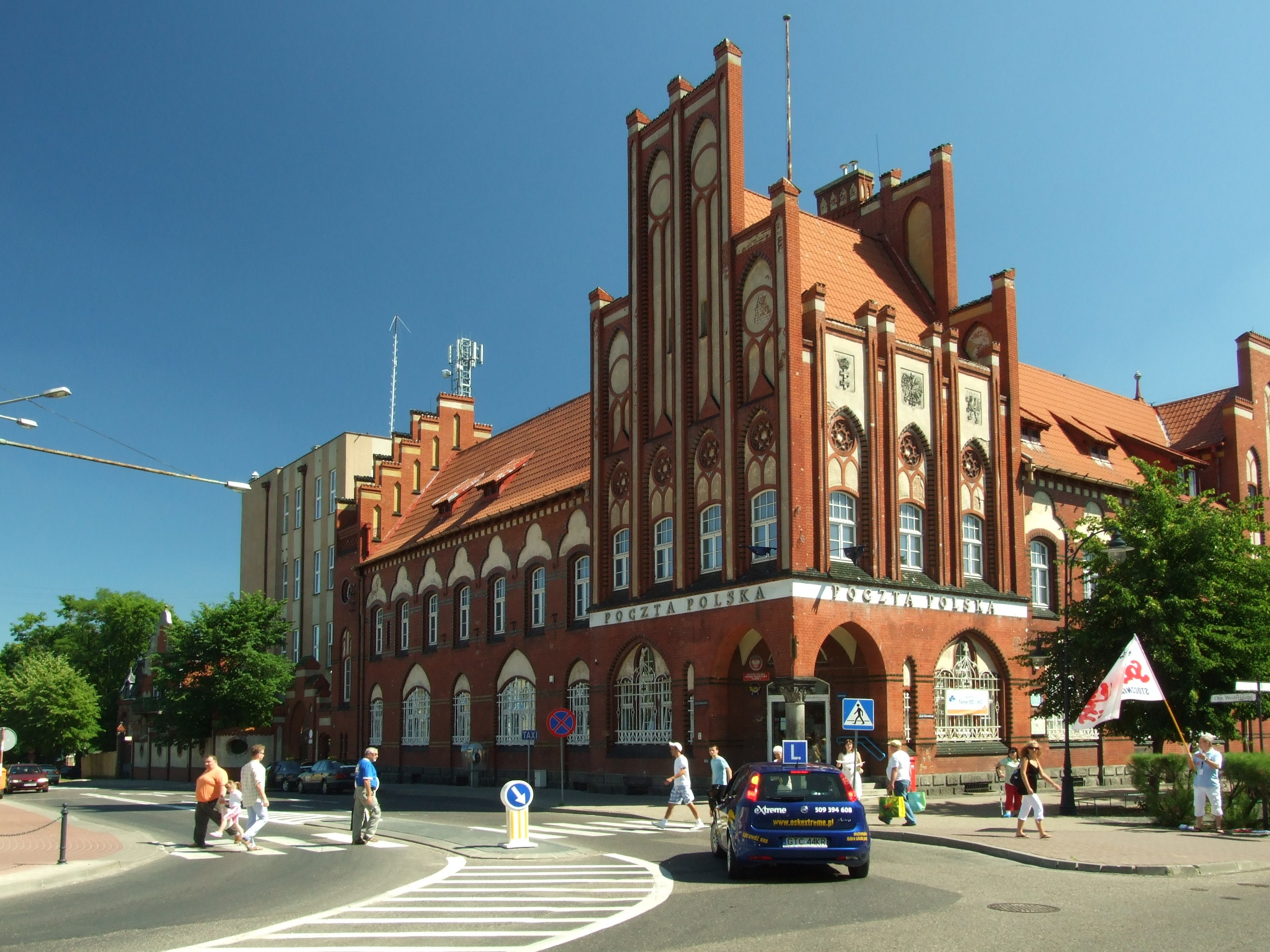
Edifício dos Correios de 1905

Na segunda metade do século XIX e no início do século XX, foram instaladas em Tczew: uma usina a vapor, a fábrica de máquinas Muscat, a fábrica e oficina de reparos de máquinas Kriesel, a fábrica de produtos de metal Kelch, uma fábrica real de construção de máquinas, uma fundição de ferro, a fábrica de produtos de cimento Hoffman, duas usinas de açúcar, uma fábrica de bolachas, uma cervejaria, uma fábrica de gás, uma estação de tratamento de água, uma estação de tratamento de esgoto e uma estação municipal de tratamento de água. O comércio de cereais e a navegação no Vístula também se desenvolveram.
Os poloneses eram ativos. No período que antecedeu a independência, foram criadas as seguintes organizações: Brigada de Bombeiros Voluntários (1897), União Profissional Polonesa (1905), Banco do Povo (1906), Sociedade de Canto Santa Cecília (reativada em 1918). O principal pilar do polonismo em Tczew era a Igreja Católica.
Naquela época, a população de Tczew era predominantemente de língua alemã. Em 1910, de uma população total de 16 894 pessoas, o alemão como língua materna (incluindo 195 judeus) era falado por 15 492 habitantes (92%) e o polonês por 1 397 pessoas (8%). Na estrutura religiosa, os católicos representavam cerca de 57% da população da cidade e os evangélicos, cerca de 43%.

### Período entre guerras

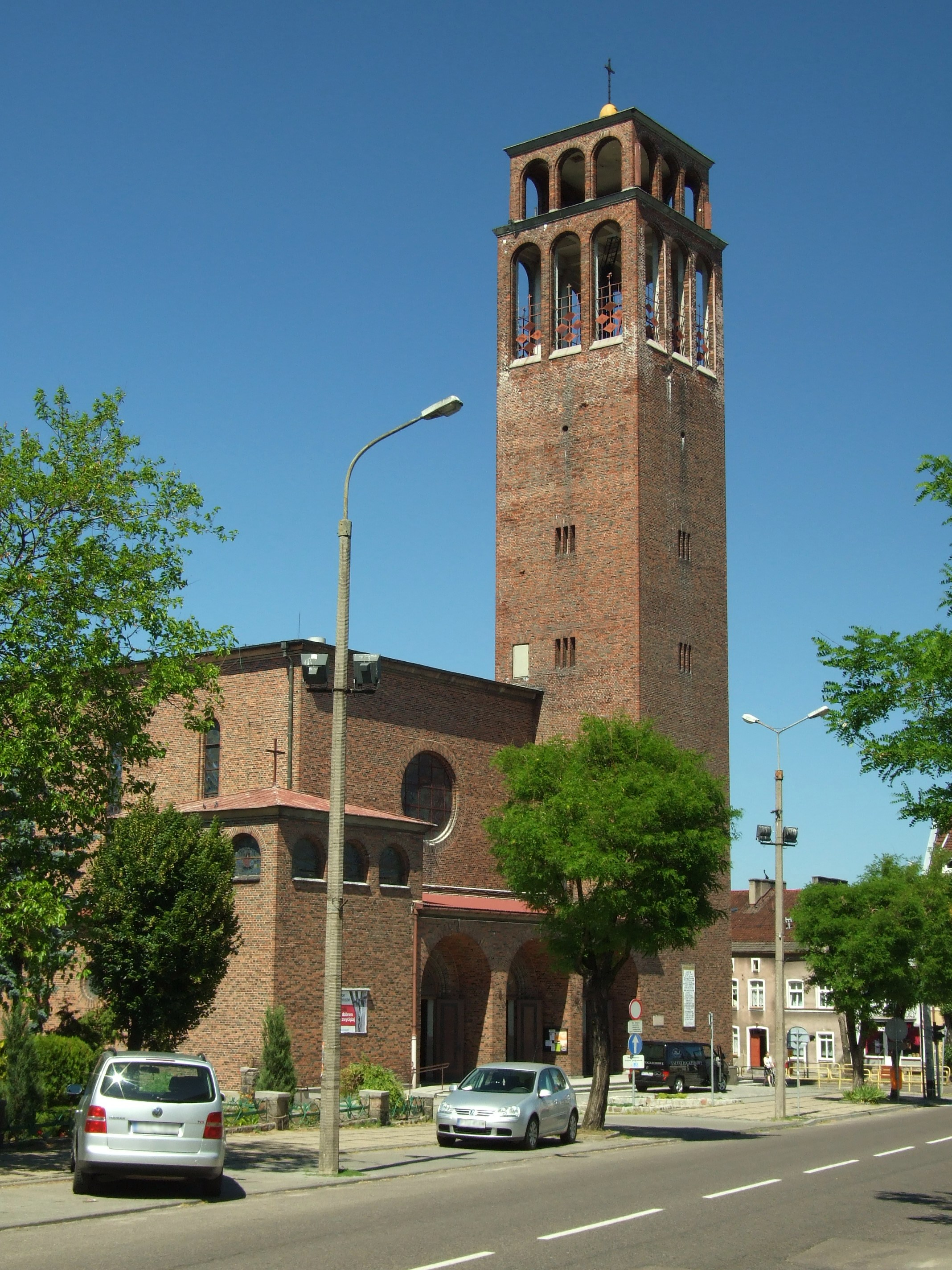
Igreja de São José — um exemplo da arquitetura entre guerras de Tczew

Em 1918, o Conselho do Povo foi formado, assumindo extraoficialmente o poder dos alemães. O Conselho também preparou os habitantes de Tczew para a cerimônia de entrega oficial da cidade às tropas do “Exército Azul” do general Józef Haller. Em 1919, foi publicado o jornal polonês “Dziennik Tczewski”. O dia do retorno à Polônia estava próximo. Com grande cordialidade, a população polonesa recebeu os soldados do “Exército Azul” em Tczew em 30 de janeiro de 1920. Os soldados foram recebidos com pão e sal em frente ao edifício do starosta. Um discurso comemorativo foi feito pelo primeiro starosta polonês após a libertação, Maksymilian Arczyński. Depois de alguns dias, em 4 de fevereiro, Tczew recebeu a visita do próprio comandante do “Exército Azul”, o general Józef Haller.
A reconquista da independência pela Polônia e o retorno de Tczew ao Estado polonês iniciaram a última página da história da cidade. Já em 1920, a primeira Escola Marítima Nacional Polonesa foi inaugurada em Tczew. Seu organizador real foi o primeiro diretor da instituição, o Comodoro Antoni Garnuszewski. Durante a década de sua existência, a “escola dos lobos-do-mar” de Tczew emitiu diplomas de oficiais, navegadores e engenheiros para 140 formandos.
A partir de 1920, também foi iniciado o trabalho para incorporar Tczew a empreendimentos econômicos relacionados ao mar. Em 1926, com base em uma decisão do Ministro da Indústria e Comércio, do voivoda da Pomerânia e em um memorando do Magistrado da cidade de Tczew, um porto fluvial e marítimo foi implantado em Tczew por iniciativa da Câmara de Indústria e Comércio de Grudziądz. O ministro Eugeniusz Kwiatkowski participou da abertura oficial do porto. Entre outros, o engenheiro Henryk Kliem participou do trabalho de construção. Os anos de 1926 a 1928 foram particularmente favoráveis para o porto de Tczew — um período de pico de prosperidade para o carvão polonês, causado por uma longa greve dos mineiros ingleses. Desde 1926, a Sociedade de Navegação Vístula-Báltico, criada por um consórcio de minas na Bacia de Dąbrowa, estava em operação, com seis rebocadores e quatorze de seus próprios faróis marítimos. Depois de 1928, a Sociedade encerrou suas operações e o porto de Tczew perdeu sua importância, e as esperanças de desenvolver as funções portuárias da cidade desapareceram em favor do emergente porto de Gdynia. Embora os transbordos em grande escala tenham terminado, a navegação no Vístula não parou. Dezenas de barcaças e rebocadores passavam por Tczew todos os dias. Também havia tráfego regular de passageiros para cima e para baixo no Vístula por meio da empresa “Vistula”. Em 1920, foi apresentada uma proposta ao parlamento para tornar Tczew a capital da voivodia da Pomerânia. Entretanto, ela não foi aceita, embora os argumentos apresentados pelo deputado Jan Dąbski, do Partido Popular Polonês "Piast", fossem bem fundamentados.
No período entre guerras, a produção industrial da cidade era considerável. Havia muitas fábricas, o artesanato e o comércio estavam se desenvolvendo, assim como as moradias. A igreja de São José e um estádio esportivo foram construídos. O sistema de abastecimento de água e o matadouro municipal foram modernizados. Vários jornais e revistas poloneses foram publicados. A população aumentou de cerca de 16 mil em 1921 para 28 mil em 1938.
A partir de 1930, o 2.º Batalhão de Rifles foi estacionado em Tczew, que, em caso de guerra, deveria resistir aos alemães pelo maior tempo possível e explodir as pontes sobre o Vístula.

### Segunda Guerra Mundial

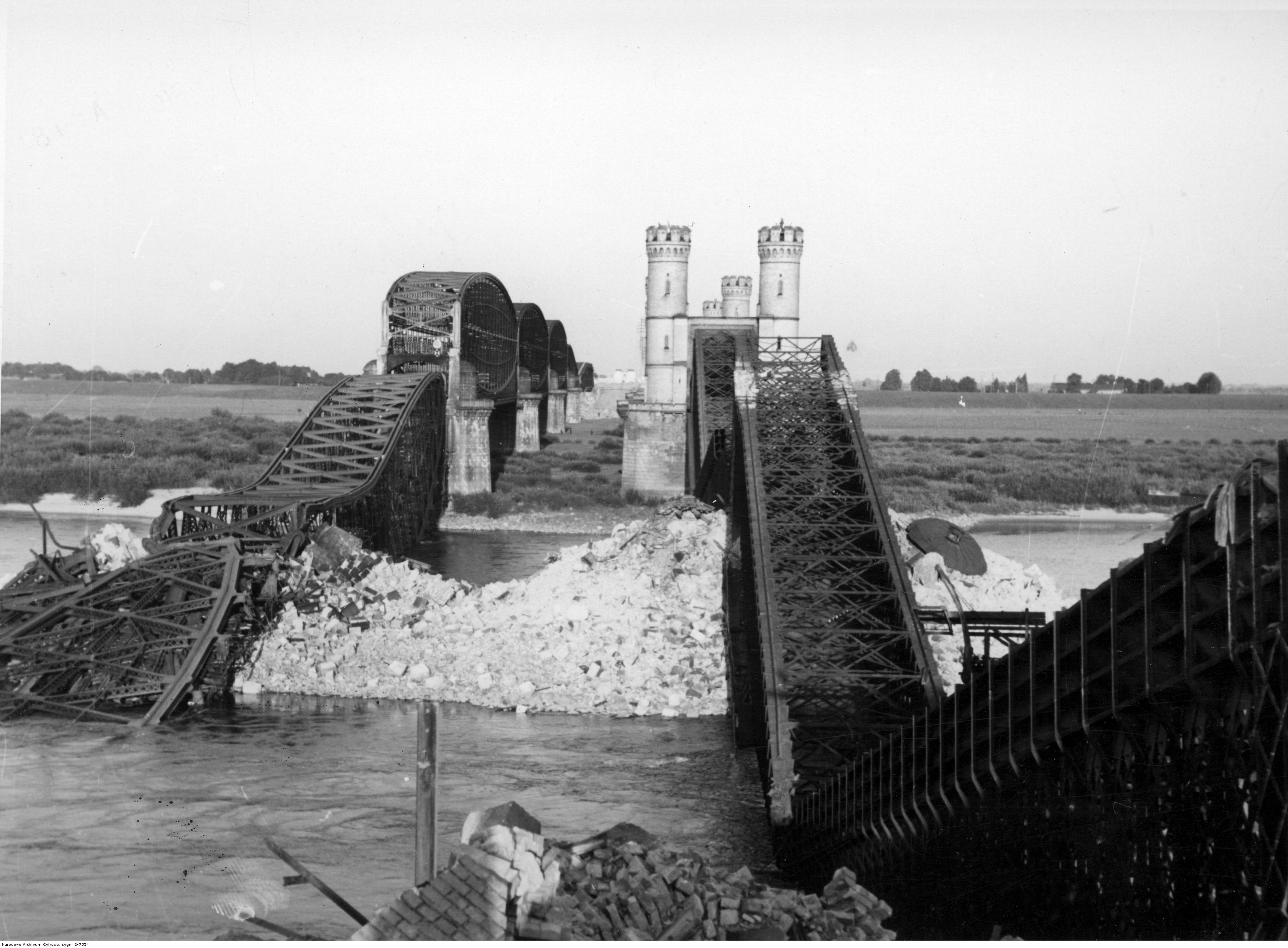
Pontes em Tczew explodidas por sapadores poloneses em 1 de setembro de 1939, depois de uma tentativa da Wehrmacht de tomá-las

Em 1 de setembro de 1939, às 4h34 da manhã, três bombardeiros de mergulho do 3./StG 1, comandados pelo Staffelkapitän Oberleutnant Bruno Dilley, atacaram uma ponte em Tczew. Seu ataque, no entanto, não era para destruir a ponte, mas para impedir sua destruição. A luta em defesa da cidade durou apenas um dia, em 1 de setembro de 1939. Os soldados poloneses, no entanto, concluíram sua tarefa. Sob as ordens do tenente-coronel Stanisław Janik, comandante do 2.º Batalhão de Fuzileiros, as pontes foram destruídas. Isso impediu que os alemães reagrupassem suas tropas do Reich para a Prússia Oriental, a fim de realizar o ataque alado planejado na segunda etapa da campanha de setembro na linha do rio Bug Ocidental. Na manhã de 2 de setembro, as tropas nazistas entraram em Tczew. A ocupação começou, em um período de assassinato e repressão de muitos residentes de Tczew. Campos para prisioneiros de guerra ingleses e franceses e um campo de trabalho para poloneses foram instalados na cidade. Várias organizações de resistência clandestinas estavam ativas (incluindo o Exército Nacional e o Gryf Pomorski). Os alemães deportaram poloneses para o Governo Geral e para o Reich para trabalhos forçados.
A ocupação nazista terminou em 12 de março de 1945, quando Tczew foi capturada por tropas soviéticas das 242.ª e 372.ª divisões do 2.º Exército de Assalto da Segunda Frente Bielorrussa. Mais de 100 soldados soviéticos foram mortos na batalha por Tczew. Com base no decreto do Comitê Polonês de Libertação Nacional de 31 de agosto de 1944, foram criados locais de detenção, prisões e centros de trabalho forçado para “criminosos nazistas e traidores da nação polonesa”. O campo de trabalho n.º 177 foi criado pelo Ministério da Segurança Pública em Tczew.
Após a Segunda Guerra Mundial, Tczew foi uma das cidades mais devastadas na Pomerânia de Gdansk pelas operações frontais. Praticamente nenhuma fábrica com capacidade de produção permaneceu; os russos desmontaram e deportaram os equipamentos de quase todas as plantas industriais. Houve um declínio significativo da população para cerca de 18 mil a 20 mil habitantes, que se esforçaram para reconstruir e expandir a cidade, que hoje tem uma população de 60.253 habitantes (dezembro de 2023). Atualmente, a cidade abriga várias empresas dos setores de maquinário elétrico, engenharia, construção naval, metalurgia, alimentos, água e construção de pontes. O setor privado está cada vez mais visível. Há várias empresas e parcerias.

### Resumo da história de Tczew
- 3000-1700 A.C. — as primeiras descobertas arqueológicas na área de Tczew, principalmente do período de influência romana (sepulturas e assentamentos), datam dessa época.
- 1252 — a primeira menção escrita de Tczew (Dersove) em um documento alemão.
- 1258 — o primeiro conselho de cidade nas terras polonesas foi criado em Tczew.
- 1260 — o duque Sambor II concedeu a Tczew um foral de cidade.
- 1289 — Mestwin II trouxe os dominicanos para Tczew, que construíram uma igreja e um complexo monástico na cidade.
- 1308 — alguns dias após o massacre de Gdańsk, Tczew foi ocupada pelos Cavaleiros Teutônicos sem luta.[16]
- 1440 — Tczew juntou-se à Confederação Prussiana.
- 1466 — após a Paz de Toruń, Tczew foi devolvida à Polônia.
- 1577 — um grande incêndio causado pelo descuido dos soldados de Estêvão Batory — o incêndio destruiu quase completamente a cidade.
- 1623 — a cidade, reconstruída a partir das ruínas, recebeu a visita do rei Sigismundo III Vasa.
- 1772 — após a primeira partição, Tczew ficou sob o domínio prussiano.
- 17 de janeiro de 1807 — as tropas napoleônicas ficaram perto de Tczew.
- 23 de fevereiro de 1807 — a cidade foi capturada pelos soldados de Jan Henryk Dąbrowski.
- 1851–1857 — foi construída a primeira ponte de Tczew sobre o rio Vístula. Quando ela não foi mais suficiente, entre 1888 e 1890, outra ponte foi construída a cerca de 30 metros de distância.
- 1918 — O Conselho do Povo foi formado, assumindo extraoficialmente o controle dos alemães. O Conselho também preparou a cidade para a cerimônia de entrega da cidade às tropas do “Exército Azul” do General Haller.
- Em 30 de janeiro de 1920, os soldados do “Exército Azul” entraram em Tczew. Depois de alguns dias, em 4 de fevereiro, o general Józef Haller chegou à cidade.
- 1920 — foi inaugurada a Escola Marítima em Tczew.
- 1926 — um porto fluvial da Sociedade de Navegação Vístula-Báltico foi instalado em Tczew.
- 1930 — a partir desse ano, o 2.º Batalhão de Rifles foi estacionado em Tczew.
- 1 de setembro de 1939 — a ponte ferroviária foi atacada como parte da ação da ZUG, e ambas as pontes foram explodidas e a estação ferroviária foi bombardeada.[17]
- 24 de janeiro de 1940 — execução pública de treze reféns poloneses realizada no chamado mercado de porcos por oficiais da SS e paramilitares da Selbstschutz.
- 2016 — Santa Edviges de Anjou, Rei da Polônia, tornou-se a santa padroeira da cidade de Tczew.

## Demografia
Conforme os dados do Escritório Central de Estatística da Polônia (GUS) de 31 de dezembro de 2024, Tczew é uma cidade pequena com uma população de 56 676 habitantes (4.º lugar na voivodia da Pomerânia e 71.º na Polônia), tem uma área de 22,4 km² (13.º lugar na voivodia da Pomerânia e 264.º lugar na Polônia) e uma densidade populacional de 2 536 hab./km² (1.º lugar na voivodia da Pomerânia e 18.º lugar na Polônia). Entre 2002–2024, o número de habitantes diminuiu 5,5%.
Os habitantes de Tczew constituem cerca de 51,12% da população do condado de Tczew, constituindo 2,40% da população da voivodia da Pomerânia.
| Descrição                         | Total      | Total    | Mulheres   | Mulheres | Homens     | Homens   |
| --------------------------------- | ---------- | -------- | ---------- | -------- | ---------- | -------- |
| unidade                           | habitantes | %        | habitantes | %        | habitantes | %        |
| população                         | 56 676     | 100      | 29 566     | 52,2     | 27 110     | 47,8     |
| área                              | 22,4 km²   | 22,4 km² | 22,4 km²   | 22,4 km² | 22,4 km²   | 22,4 km² |
| densidade populacional (hab./km²) | 2 536      | 2 536    | 1 323,8    | 1 323,8  | 1 212,2    | 1 212,2  |

## Divisão administrativa

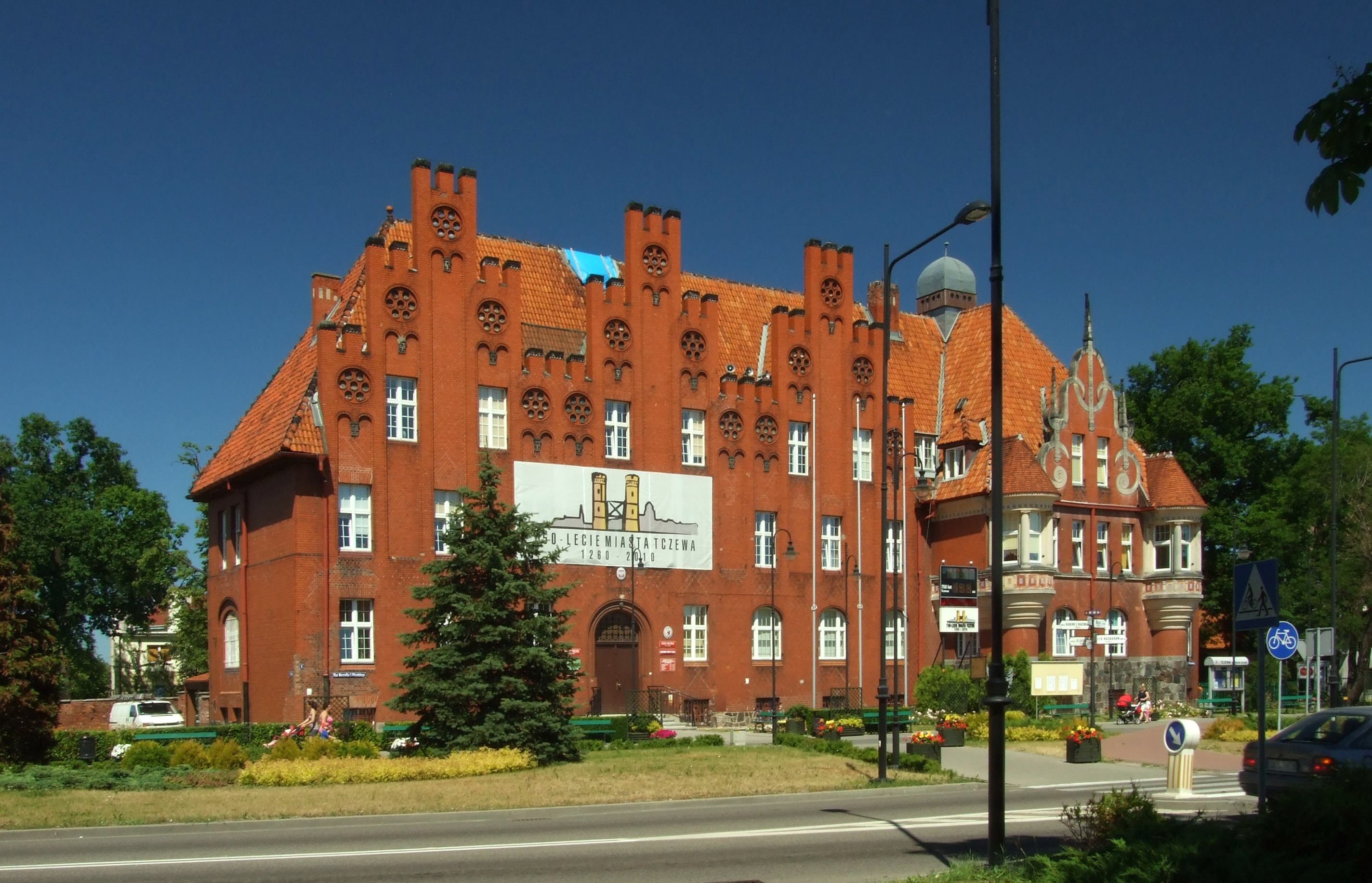
Prefeitura de 1908

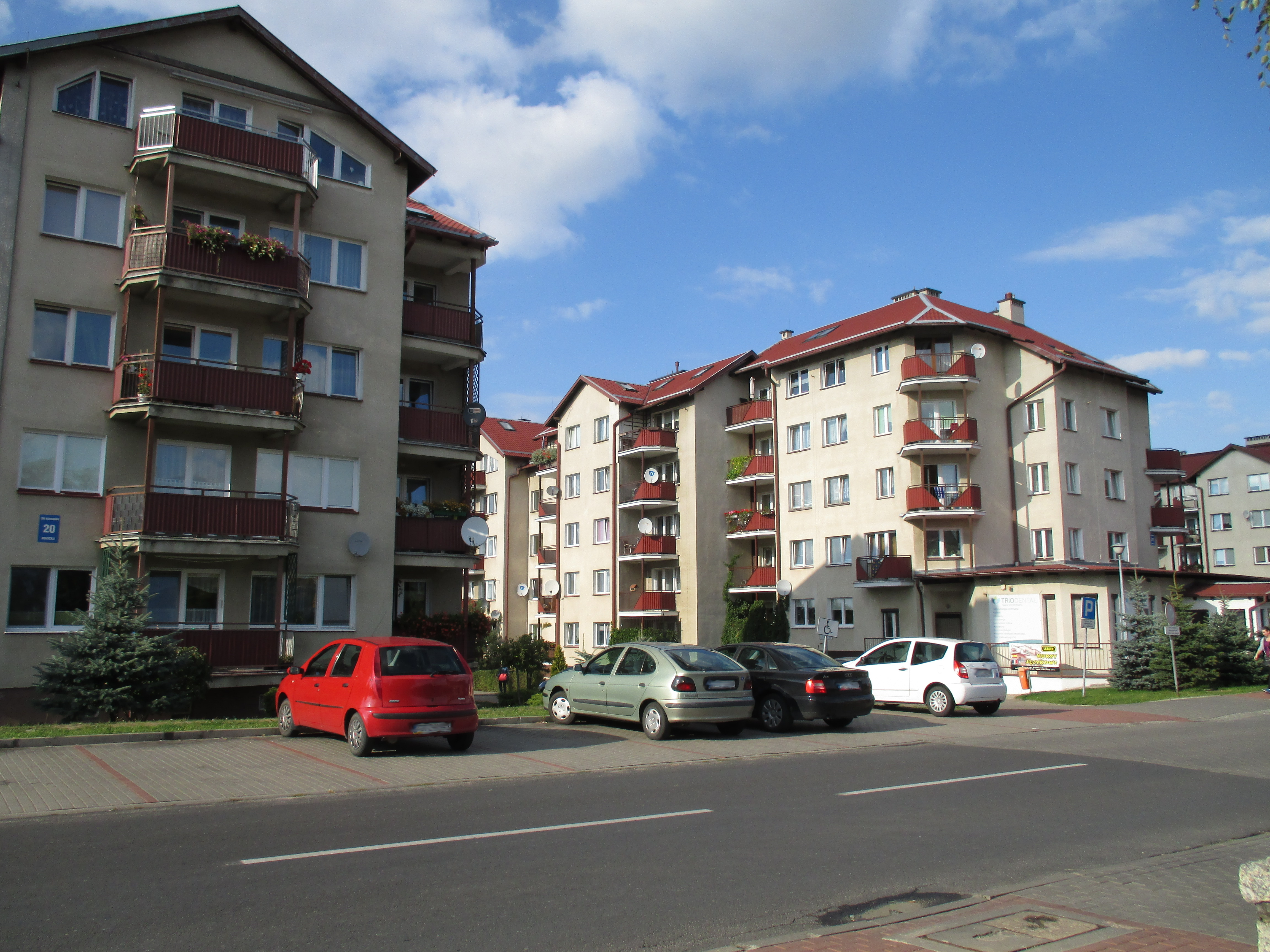
Conjunto habitacional Bajkowe, rua Rokicka

Tczew nie posiada prawnego podziału administracyjnego, ale wyróżnia się następujące osiedla i części miasta:
- Cidade Nova
- Conjunto habitacional Bajkowe/Piotrowo
- Conjunto habitacional Czyżykowo
- Conjunto habitacional Garnuszewskiego
- Górki
- Conjunto habitacional General J. Bema (Działki Bema)
- Conjunto habitacional da empresa ferroviária
- Malinowo
- Conjunto habitacional Prątnica
- Conjunto habitacional S. Staszica (Abyssinia, Działki Staszica)
- Conjunto habitacional Strzelnica
- Conjunto habitacional Suchostrzygi
- Conjunto habitacional W. Witos (Górki)
- Conjunto habitacional Za Parkiem
- Conjunto habitacional Zatorze (Kosenviertel, Kozen)
- Cidade Velha

## Arquitetura

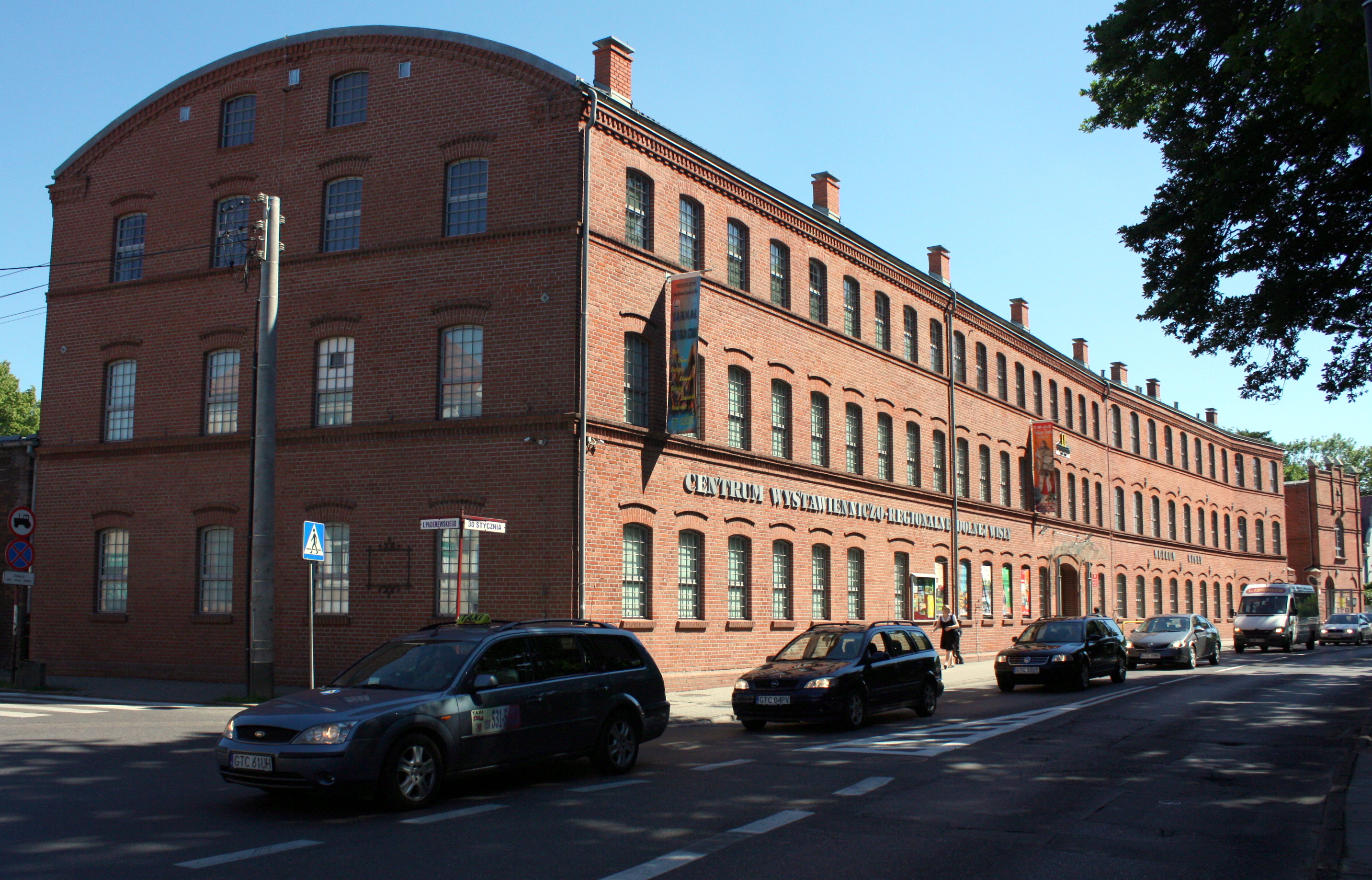
Centro Regional de Exposições do Baixo Vístula, em Tczew

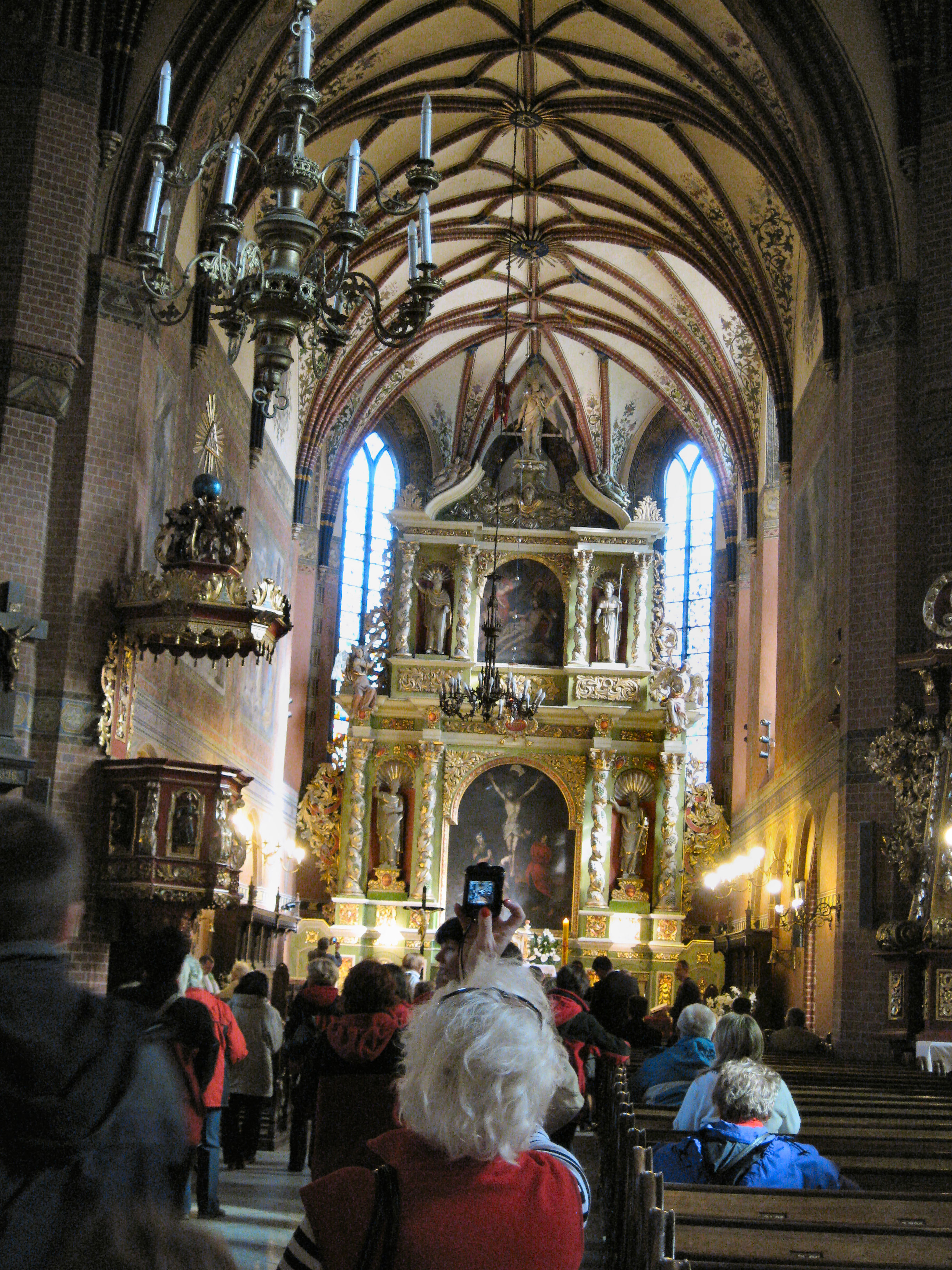
Igreja paroquial da Exaltação da Santa Cruz — nave

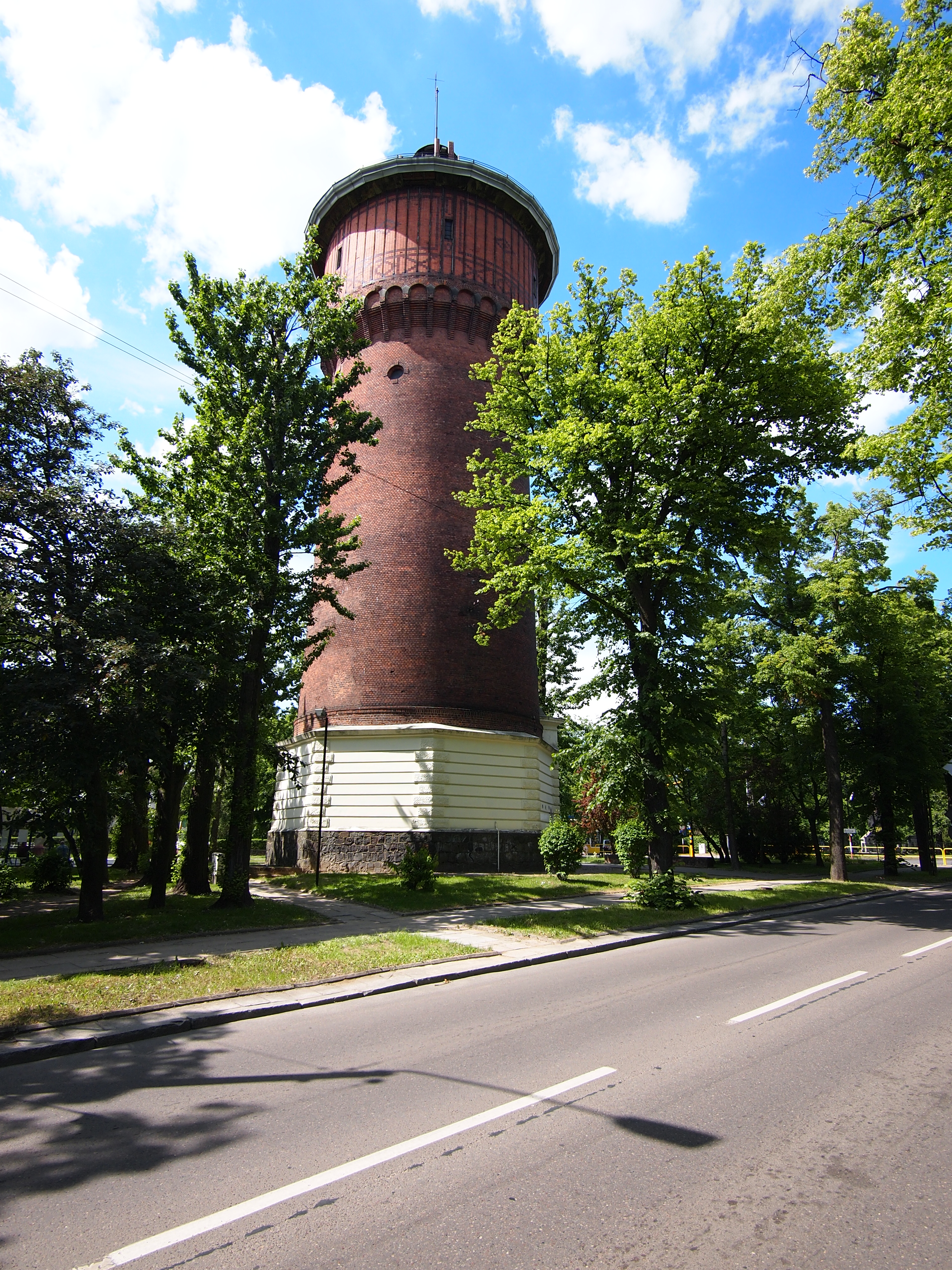
Torre de água municipal

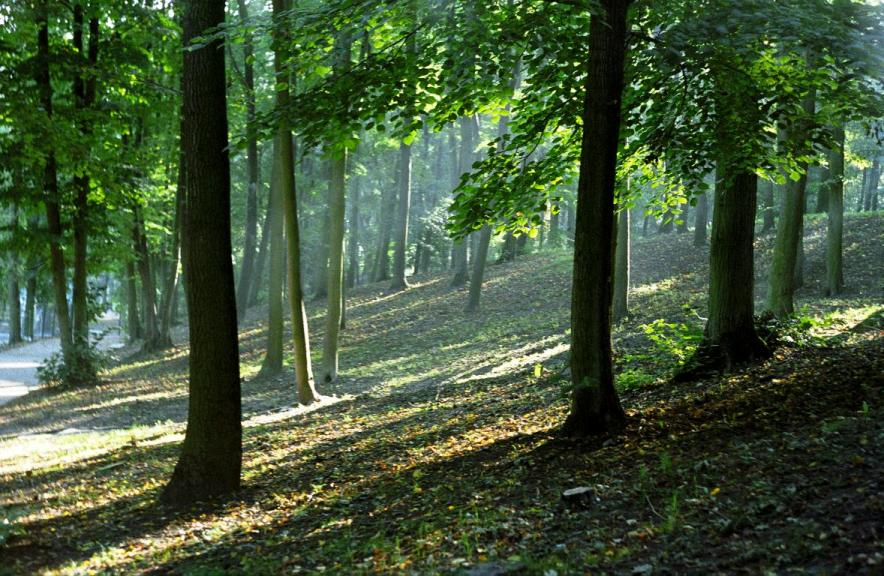
Parque da cidade

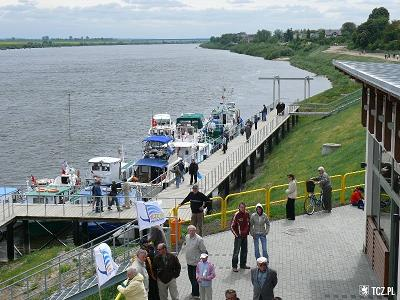
Porto fluvial de Tczew

### Monumentos históricos
- Igreja paroquial da Elevação da Santa Cruz — o monumento mais antigo da cidade. A igreja data do século XIII, foi construída no estilo gótico de Vístula e sua decoração interna data do período barroco. A enorme torre de alvenaria é a parte mais antiga da igreja, e sua empena, que antes era de madeira, foi reconstruída após um incêndio em 1982. Afrescos históricos foram encontrados nas paredes da igreja, que os conservadores estão tentando restaurar; o mais antigo deles data da segunda metade do século XV e retrata mulheres santas — na arte sacra medieval, não era comum serem retratadas apenas figuras femininas. Há quatro sinos na torre: “O Redentor do Homem”, “Maria”, “João Paulo II” e “Venceslau”.
- Igreja dominicana de Santo Estanislau Kostka — datada do século XIV, é uma igreja com uma acústica ótima. Construída em estilo gótico, tem uma torre octogonal característica. Após a dissolução da Ordem Dominicana, a igreja foi convertida em uma escola e depois, até 1945, foi usada por evangélicos. Após a Segunda Guerra Mundial, valiosos vitrais foram instalados aqui.
- Ponte rodoviária e a ponte ferroviária sobre o rio Vístula são atrações especiais de Tczew. A ponte rodoviária foi a primeira a ser construída (1851–1857) e, na época, era uma das mais longas do mundo (837 m de comprimento). A construção da ponte rodoviária custou 4 milhões de táleres. A pedra fundamental foi colocada por Frederico Guilherme IV. Originalmente, a ponte tinha 10 torres e dois portões de entrada com belos portais — hoje restam apenas quatro torres. A segunda, a ponte ferroviária, foi construída entre 1888 e 1890, quando uma ponte não era mais suficiente. As pontes são particularmente interessantes devido às soluções técnicas e estruturais utilizadas. A Sociedade Americana de Engenharia reconheceu a ponte de Tczew como um monumento internacional de engenharia estrutural (a Torre Eiffel de Paris está na mesma lista).
- Moinho de vento do tipo holandês — construído em 1806; de madeira, murado, tem uma rara asa de cinco braços [17] e uma cabeça giratória; desde 1983 está em mãos privadas, disponibilizado como um centro de escotismo para os escoteiros de Tczew.
- Mansão Eisenacka

### Outras instalações
- Museu do Rio Vístula — Filial do Museu Marítimo Nacional em Gdańsk. Tczew rua 30 Stycznia 4 (prédio da Fábrica de Artes). Está localizado no prédio da Fábrica de Máquinas Agrícolas “Arkona”, que durante a ocupação foi um campo de reassentamento nazista para poloneses do condado de Tczew que foram expulsos de suas casas e fazendas.
- Fábrica de arte
- Torre de água municipal — construída em 1905, ilustra a antiga construção de instalações municipais. A torre de 40 metros de altura distribuía água, armazenada em um enorme reservatório, para as residências por meio de pressão natural.
- Prefeitura — localizada na praça Haller, na parte central da Cidade Velha, era a sede do Conselho Municipal, do tribunal e do escritório do secretário municipal. Após o incêndio de 1916, não foi reconstruída, e agora a sede das autoridades municipais é um prédio do início do século XX. Hoje, há um contorno de paralelepípedos das paredes da antiga prefeitura na praça Haller.
- Edifício dos Correios — erguido em 1905 no local de dois edifícios menores em enxaimel. A agência dos correios está localizada aqui desde 1850 e o prédio ostenta o brasão de armas de Gdańsk, o brasão de armas de Tczew e o emblema nacional.
- Antigo prédio da administração do prefeito, agora escritório municipal, construído em 1908 conforme os planos do arquiteto Curt Hempel, de Dresden-Gdańsk.[20]
- Parque da cidade — está localizado no centro da cidade e cobre uma área de cerca de 15 hectares. Sua parte inferior foi criada na segunda metade do século XIX e a parte superior data do início do século XX. Há um anfiteatro com uma concha acústica e, na entrada do parque, é possível ver um monumento em homenagem aos escoteiros de Tczew que morreram na Segunda Guerra Mundial.
- Centro de Cultura e Artes, antiga prefeitura — construído segundo o projeto do construtor da cidade Otto Specht e do arquiteto Wilhelm Meyer de Hildesheim (interiores) em 1910/1911. Um dos primeiros edifícios da Pomerânia a ser construído com concreto armado. [19].
- Prédio da primeira Escola Marítima Estatal da Polônia — construído conforme os planos do arquiteto Curt Hempel e do urbanista Otto Specht entre 1908 e 1912, abrigava originalmente a Escola para Meninas.ref>Piotr Zygmunt Kowalski, Dawny gmach starostwa w Tczewie jako przyczynek do badań nad nowoczesną formą artystyczną u progu XX wieku, In: Bogna Derkowska-Kostkowska, Mateusz Soliński (ed.), Architektura Miast. Zbiór studiów. Architektura obiektów administracji państwowej i samorządowej w XIX I XX wieku, vol. XI, Bydgoszcz 2024, p. 161.</ref> A Escola Marítima foi fundada em 1920 e funcionou em Tczew até 1930, com 140 graduados em navegação e engenharia mecânica antes de se mudar para Gdynia. Hoje, ela abriga a Escola de Ensino Médio Maria Skłodowska-Curie n.º 1.
- Antigo prédio dos banhos — a construção foi concluída em 1913, o andar térreo abrigava a sala de espera e os banhos de tratamento, enquanto os banhos de primeira e segunda classe estavam localizados no andar térreo. Posteriormente, o prédio serviu como sede do escritório do condado. Hoje, o prédio está em mãos privadas e o escritório do condado está localizado na rua Piaskowej.
- Igreja de São José — construída entre 1931 e 1936, a igreja tem 55 metros de comprimento e 30 metros de largura. A altura da torre, do chão ao telhado, é de 44 metros.
- Marina com um bulevar — construída como parte da revitalização da Cidade Velha, um complexo de lazer e recreação, com um jardim Jordan, restaurante, taberna, trilhas para caminhadas panorâmicas.
- Centro de Conservação de Naufrágios
- Parque Copérnico — localizado próximo à prefeitura. Sua revitalização começará em 2019.
- Canal do Moinho.
- Ponte Knybawa — localizada a aproximadamente 2 km da fronteira sul de Tczew.

### Trilhas de caminhada
As seguintes trilhas de caminhada começam em Tczew:
- Trilha Kociewie: Tczew (estação de trem) — Starogard Gdański — Czarna Woda (84 km)
- Trilha Terra de Tczew Roman Klima: Tczew — Pelplin — Mala Karczma
- Trilha do Baixo Vístula: Tczew — Gniew — Nowe
- Trilha Motława: Gdansk (Gabinete do Marechal) — Tczew

O ponto comum das trilhas é a estação de trem de Tczew.

## Transportes

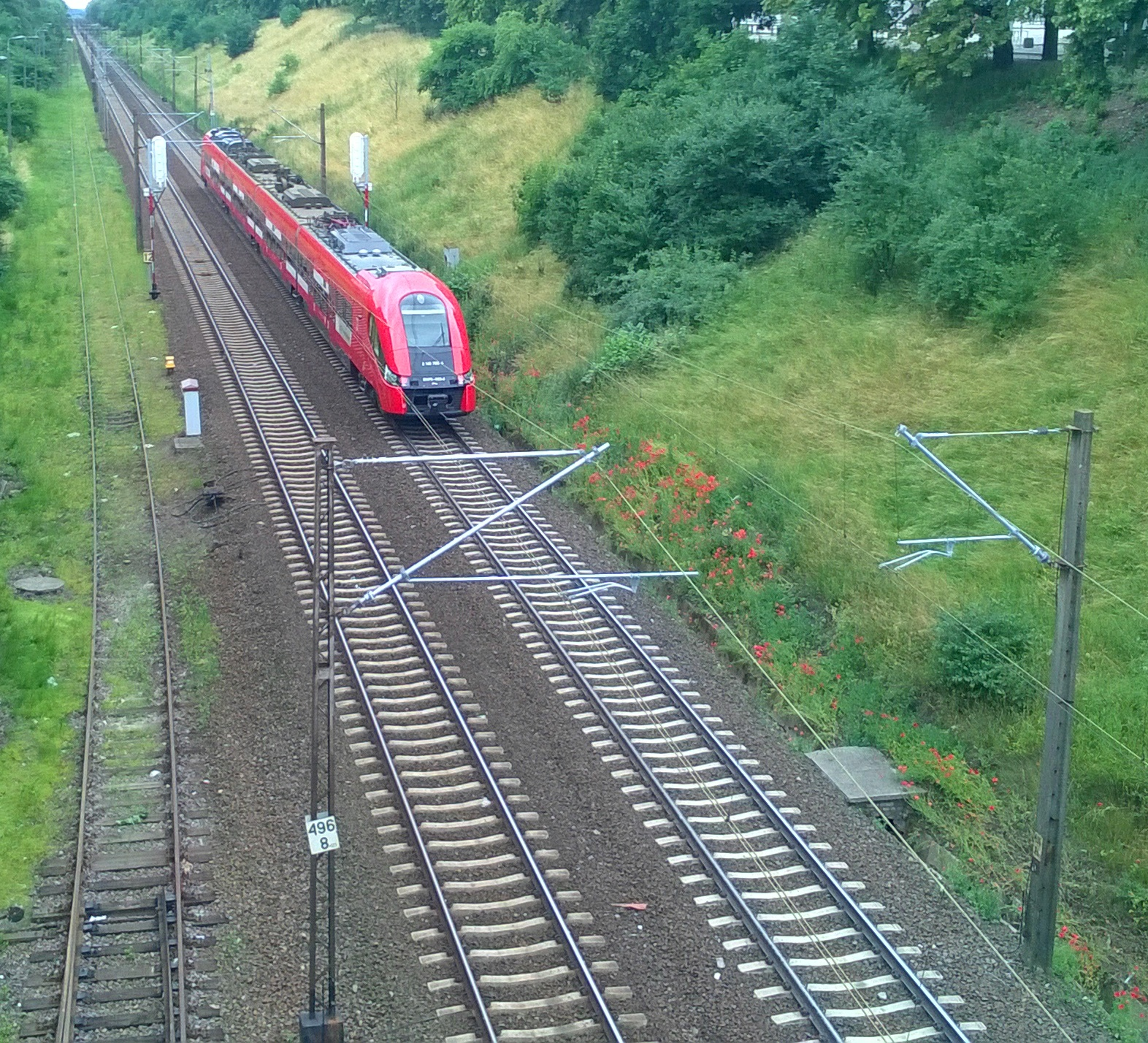
Linha de trem n.º 131 em Tczew

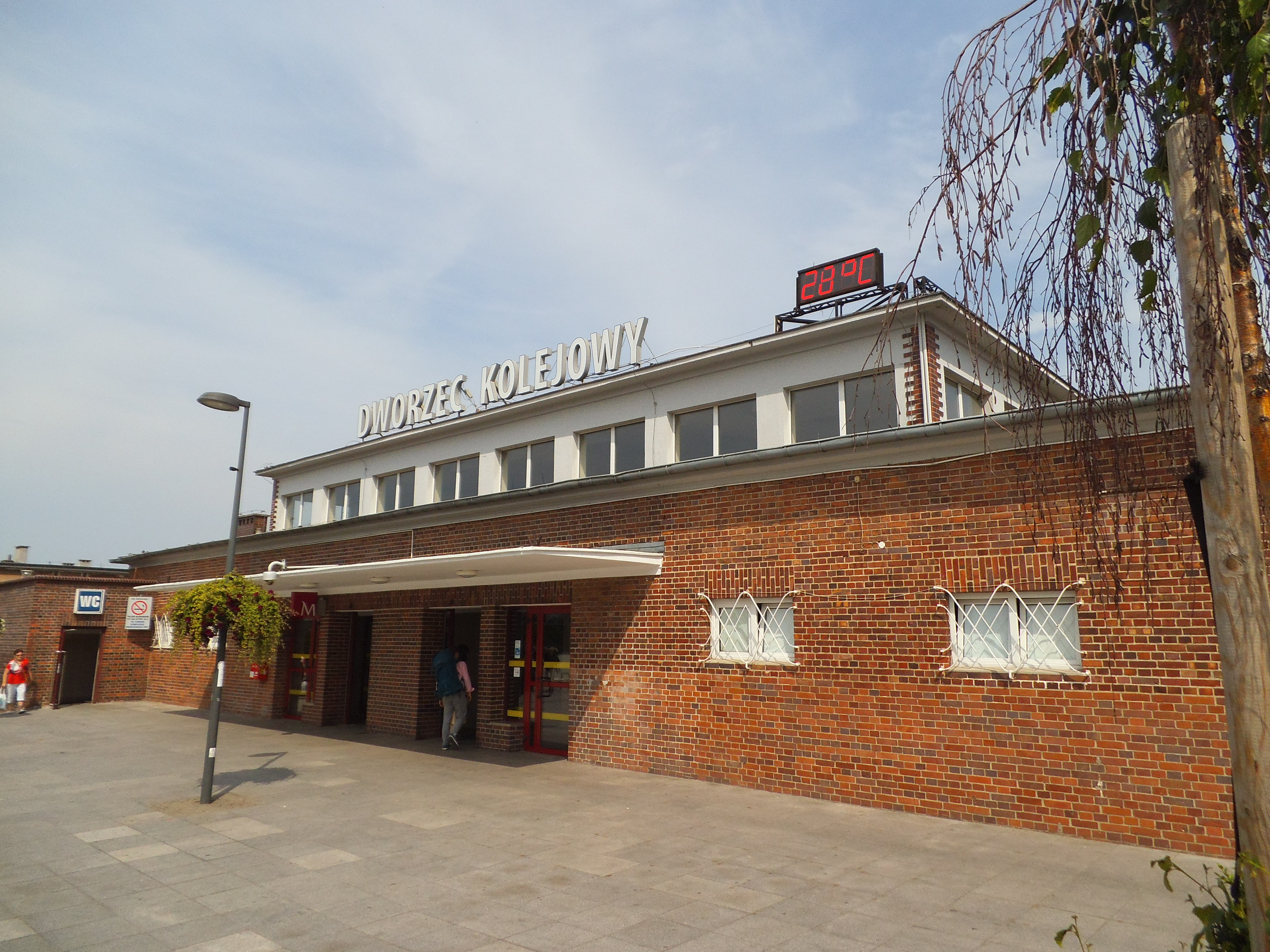
Estação ferroviária de Tczew (antes da segunda modernização)

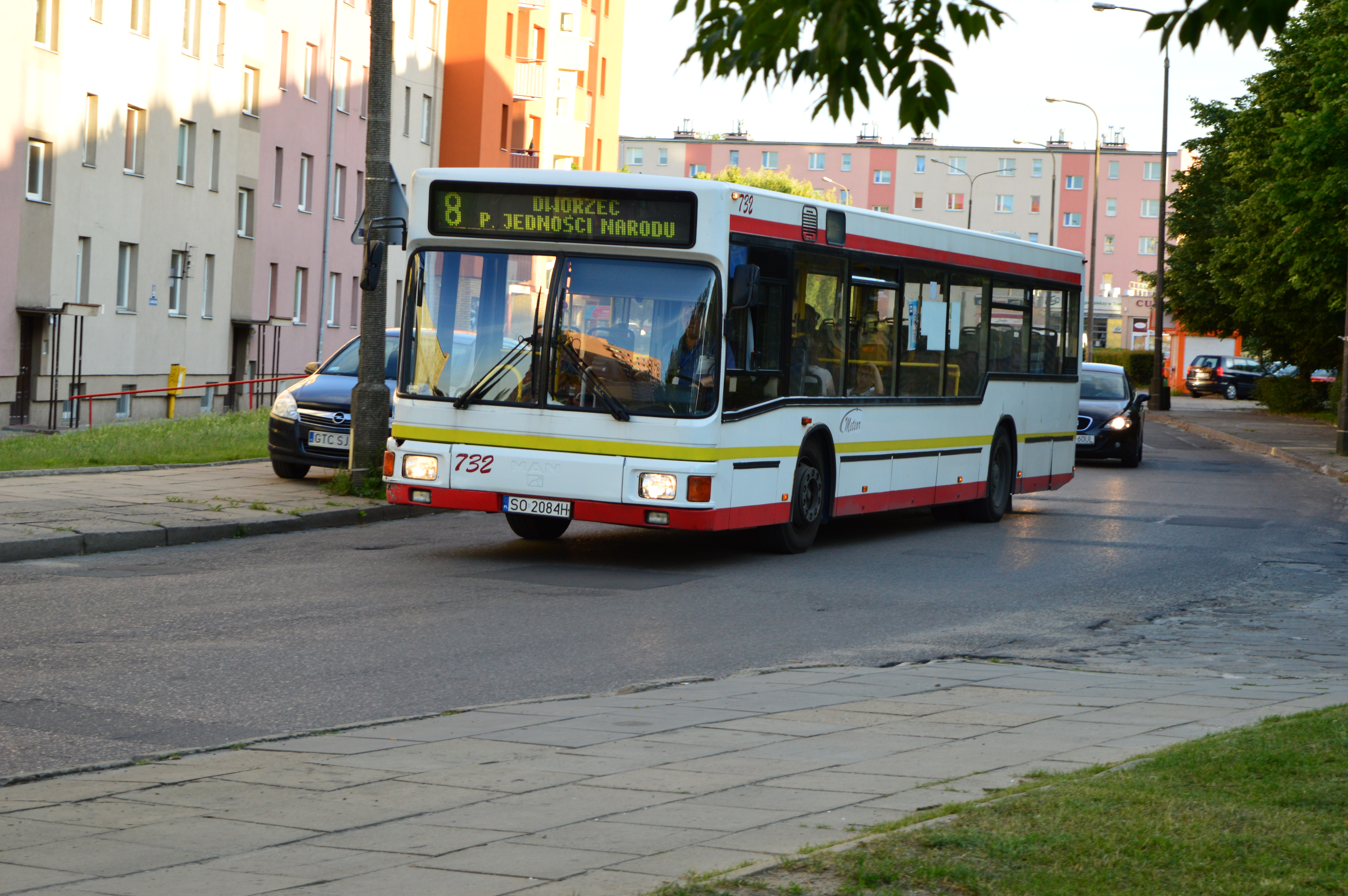
Ônibus urbano MAN NL-202 (antes da mudança de transportadora urbana)

### Transporte ferroviário
Tczew é um dos maiores entroncamentos ferroviários da Pomerânia. A estação ferroviária de Tczew é uma importante estação para o tráfego de passageiros, bem como para frete e carga, e está conectada com a Tricidade e as maiores cidades da Polônia. Importantes rotas ferroviárias passam nas fronteiras administrativas da cidade:
- Linha ferroviária n.º 9
- Linha tronco de carvão n.º 131
- Linha ferroviária n.º 203
- Entroncamento ferroviário n.º 730 Zajączkowo Tczewskie e estação de ramal Tczew Suchostrzygi

### Transporte rodoviário
Nos limites administrativos da cidade, há uma estrada nacional n.º 91 e uma estrada provincial n.º 224. Há uma extensa rede de ciclovias na cidade com mais de 30 quilômetros.

### Transporte público
Na cidade, o transporte público está concentrado em 11 linhas de ônibus. A operadora de transporte da cidade é a empresa Gryf, de Kartuzy. A cidade tem uma moderna estação de transferência e 3 terminais de ônibus. A partir de 1 de setembro de 2023, o transporte público tornou-se gratuito para todos. As linhas n.º 50 e n.º 881 na rota Tczew — Gdańsk — Tczew, são operadas pela ReloBus e pela PKS Gdańsk e 9 linhas de ônibus municipais organizadas pela comuna de Tczew. O sistema metropolitano de aluguel de bicicletas MEVO e as empresas que permitem o aluguel de motocicletas elétricas operam na cidade.

## Educação

### Escolas de ensino fundamental
- Escola primária n.º 1 General Jan Henryk Dąbrowski[28]
- Escola primária de Esportes n.º 2 Bohaterów Westerplatte com classes de integração[29]
- Escola primária n.º 4 Cardeal Stefan Wyszyński[30]
- Escola primária n.º 5 Adam Mickiewicz[31]
- Escola primária n.º 7 Stanisław Staszic[32]
- Escola primária n.º 8 Santo Adalberto[33]
- Escola primária n.º 10 com Ramos Integrativos Coronel Stanisław Dąbek[34]
- Escola primária n.º 11 Mikołaj Kopernik[35]
- Escola primária n.º 12 B. Malinowski[36]
- Escola primária privada n.º 1 São Padre Pio[37]
- Escola primária privada “Fontanna Marzeń”[38]
- Escola primária privada Montessori[39]
- Centro Católico de Educação[40]

### Escolas de ensino médio
- Escola de ensino médio n.º 1 Maria Skłodowska-Curie[41]
- Escola de ensino médio católica Santa Edviges Rainha[42]
- Complexo de ensino médio de Economia Janusz St. Pasierb[43]
- Escola de ensino médio n.º 2 Rei João III Sobieski[44]
- Complexo de escola de ensino médio técnica Comodoro Antoni Garnuszewski[45]
- Complexo de escola de ensino médio de Construção e Vestuário Henryk Sienkiewicz[46]
- Complexo de escola de ensino médio de artesanato e comércio Duque Sambor II[47]
- Centro de treinamento vocacional “NAUKA”, rua Warsztatowa 4[48]
- Centro de treinamento e formação[49]

### Universidades
- Centro de Educação de Adultos — há uma filial da Universidade Marítima de Gdynia e um ponto de consultoria da Universidade de Gdańsk — Faculdade de Treinamento de Professores de Língua Estrangeira na estrutura da instituição[50]
- Ponto de consulta da Academia de Teologia Católica em Varsóvia
- Ponto de consulta da Universidade de Tecnologia de Gdańsk
- Faculdade filial da Universidade de Tecnologia de Gdańsk[51]

Tczew também tem vários jardins de infância (públicos e particulares) e o Complexo de Educação para Necessidades Especiais São João Paulo II (jardim de infância, escolas primárias e secundárias).

## Comunidades religiosas

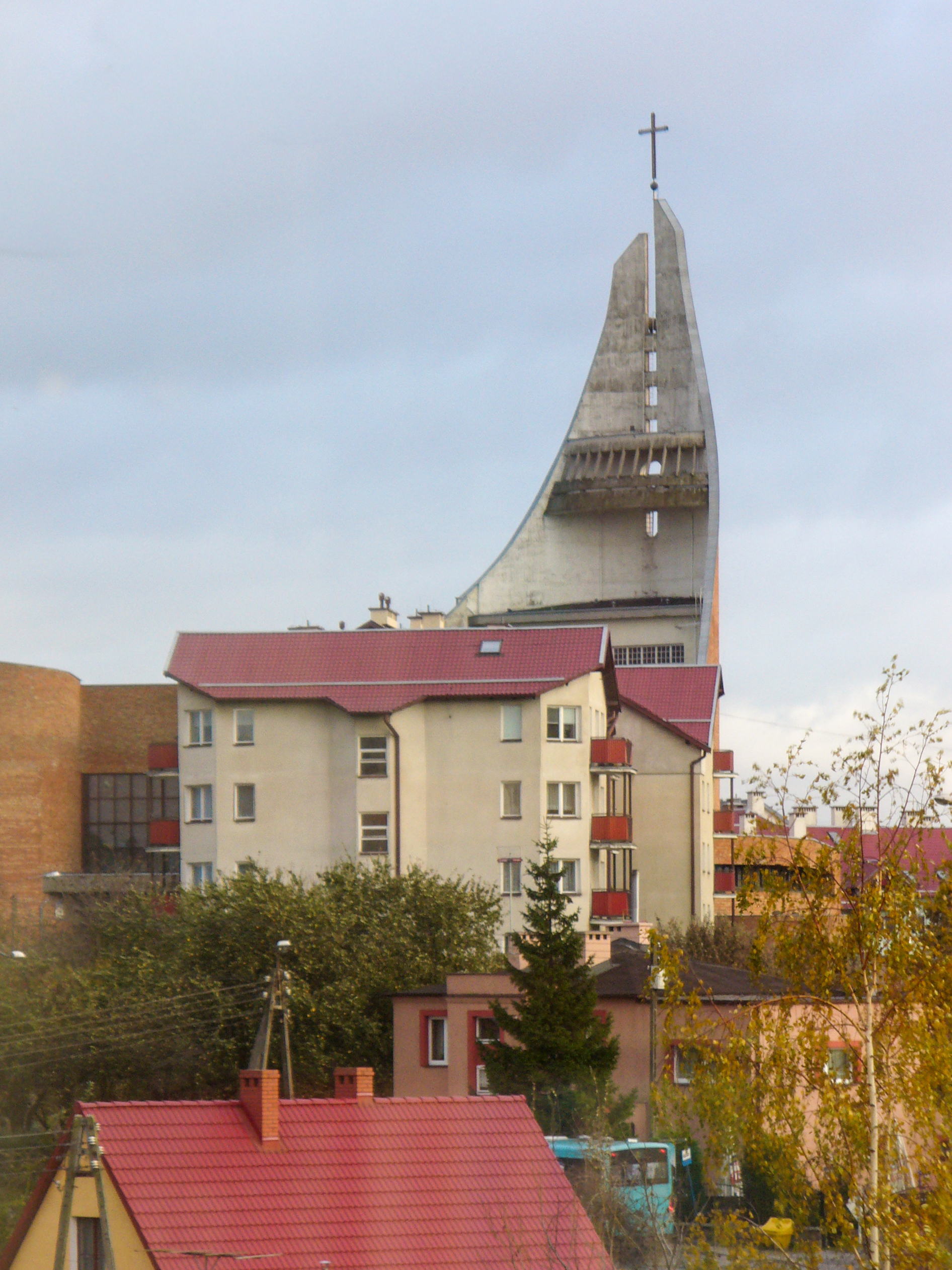
Igreja paroquial da Bem-Aventurada Virgem Maria, Mãe da Igreja

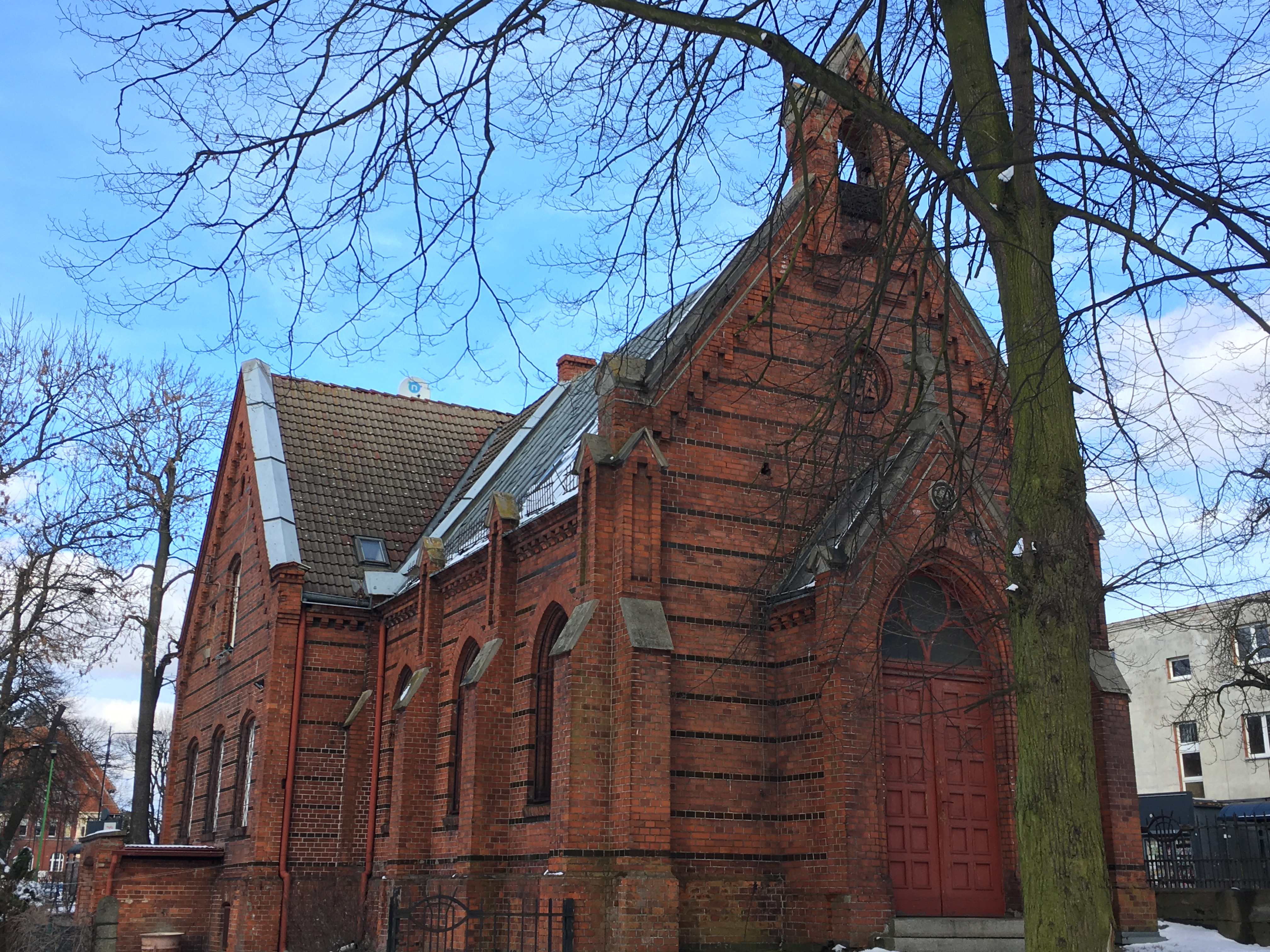
Capela Martinho Lutero (Evangélica-Augsburgo)

As seguintes igrejas e associações religiosas estão ativas na cidade:
- Igreja Batista:
  - Comunidade da Igreja Batista de Tczew[52]
- Igreja Cristã do Dia de Sábado:
  - Igreja em Tczew[53]
- Igreja Evangélica Augsburgo:
  - Igreja em Tczew (filial da paróquia em Sopot)[54]
- Igreja Católica de Rito Latino[55]:
  - Paróquia de Jesus Cristo, Rei do Universo[56]
  - Paróquia da Bem-Aventurada Virgem Maria, Mãe da Igreja — o pároco é o decano da forania de Tczew[57]
  - Igreja da Exaltação da Santa Cruz[58]
    - Cemitério católico, capela de Nossa Senhora das Dores[59]

  - Paróquia de São Francisco de Assis[60]
  - Paróquia de São José[61]
  - Paróquia de São Maximiliano Kolbe[62]
  - Paróquia de Santo Estanislau Kostka[63]
  - Fraternidade Sacerdotal de São Pio X:
    - Capela de Santa Teresa do Menino Jesus[64]
- Igreja Pentecostal:
  - Igreja em Tczew[65]
- Testemunhas de Jeová:
  - Igreja de Tczew-Centro
  - Igreja em Tczew-Czyżykowo (incluindo grupo de língua russa)
  - Igreja de Tczew-Suchostrzygi (Salão do Reino, rua Dworcowa, 10)

## Cemitérios
- Cemitério comunitário
- Cemitério católico-novo
- Cemitério católico-antigo
- Cemitério da paróquia de São José
- Cemitério evangélico

## Esportes

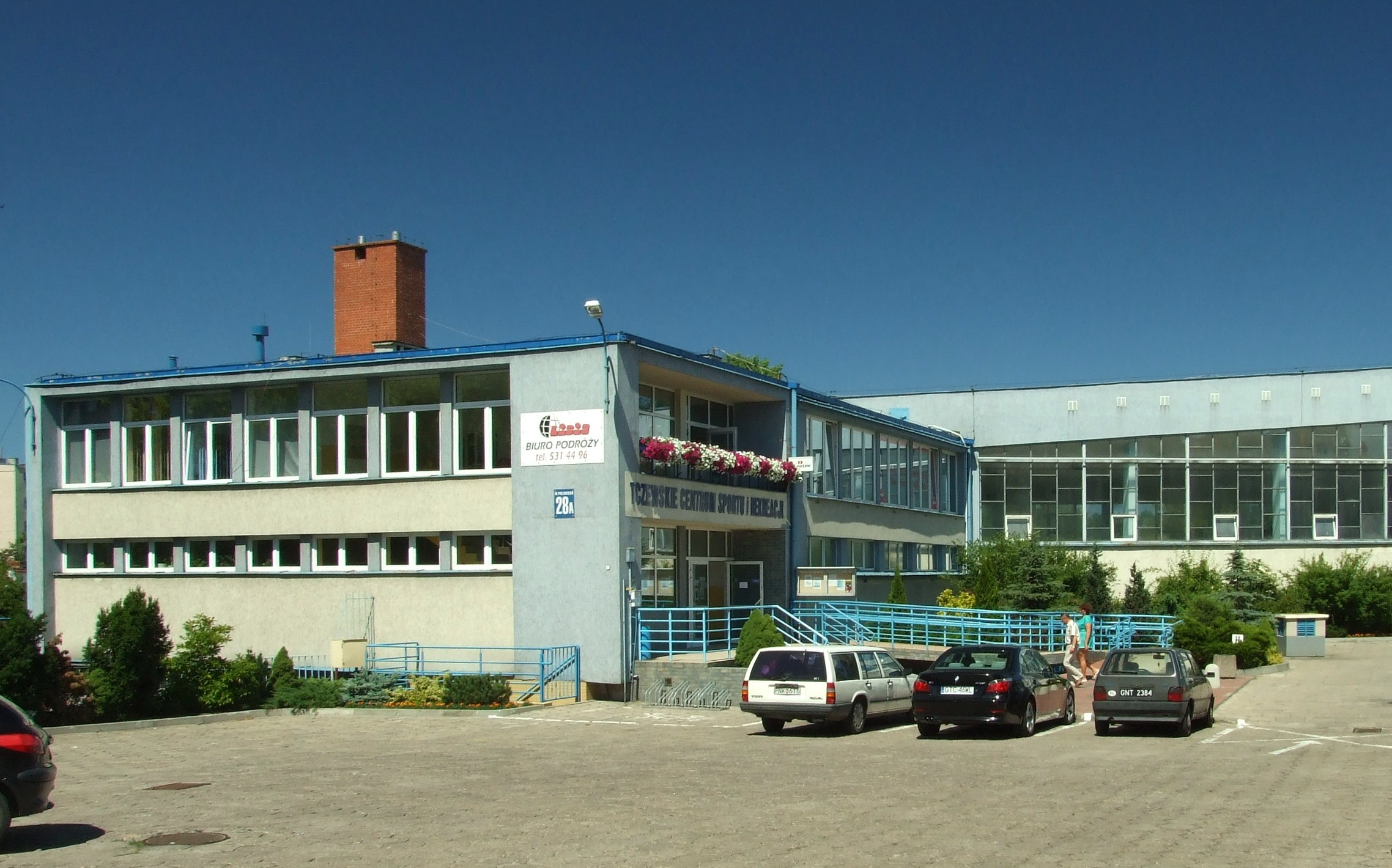
Centro de esportes e lazer

Tczew é o lar do clube de futebol Gryf 2009 Tczew, que foi formado em 24 de junho de 2009 a partir da fusão de dois clubes: Wisła Tczew e Unia Tczew, Wisła Tczew, que foi reativado em 22 de maio de 2015, e Unia Tczew reativado em 2012. Tczew também é a sede do clube de futebol feminino Pogoń Tczew, que joga na mais alta competição nacional, a Ekstraliga. Há também o Centro Esportivo e Recreativo de Tczew (TCSiR) com uma piscina interna e externa, academia, sauna e quadras de tênis. Há uma piscina coberta e uma pista de boliche no Centro de Atividades para Deficientes. Em 2024, foi iniciada a construção de outra piscina municipal em Suchostrzygi.

## Economia
A Zona Econômica Especial da Pomerânia está localizada na cidade, com várias empresas. Entre as maiores empresas estão a Flex, a Thales e a Eaton.